# Orden Trinitaria

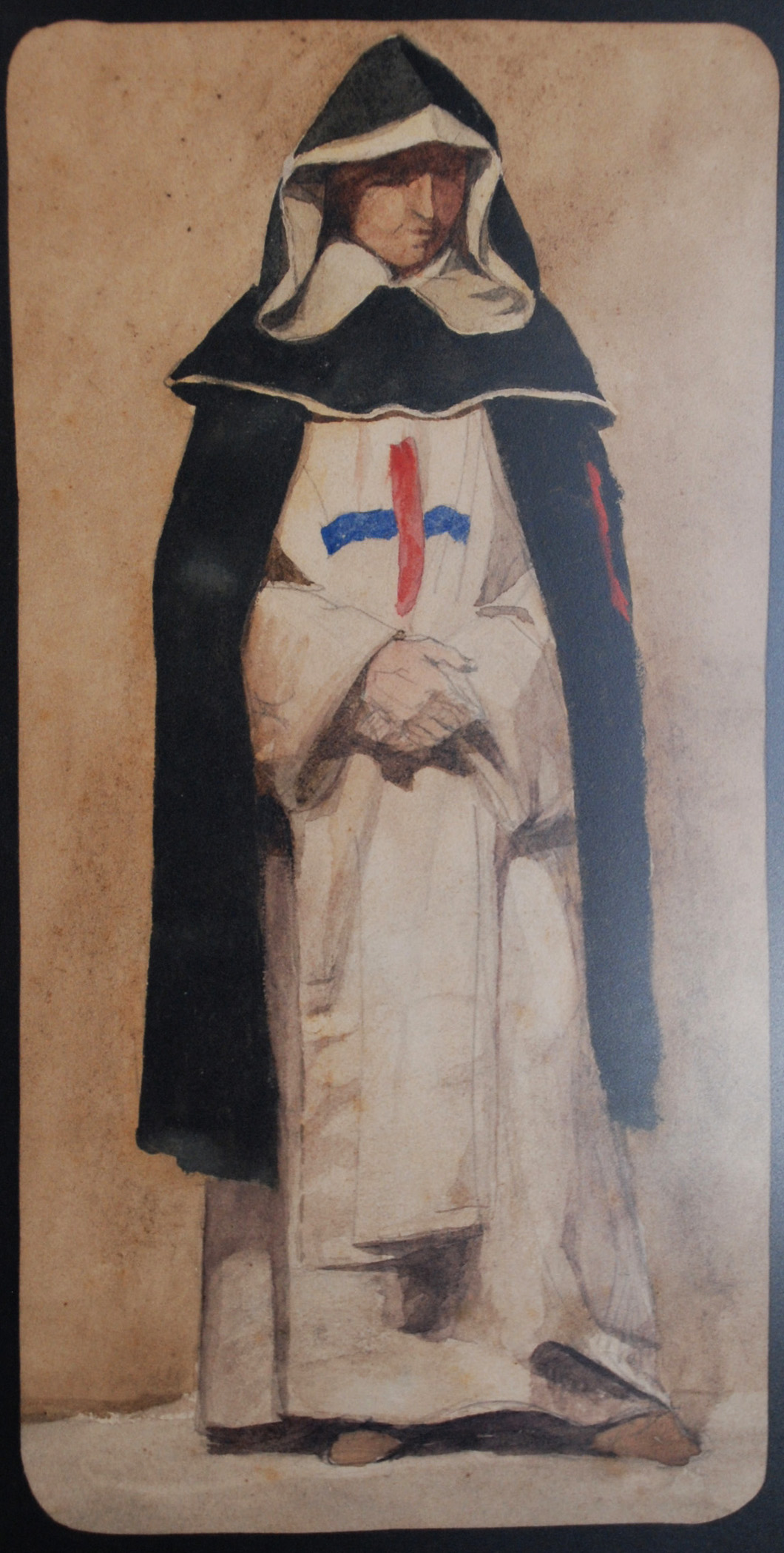
Monje trinitario. Obra de Francisco Bushell y Laussat,. Colección privada.

La Orden de la Santísima Trinidad y de la Redención de Cautivos (en latín Ordinis Sanctae Trinitatis et Redemtionis Captivorum) conocida también como Orden Trinitaria o Trinitarios, es una familia religiosa fundada por el francés Juan de Mata (1154-1213), de origen provenzal, con Regla propia, aprobada por Inocencio III el 17 de diciembre de 1198 con la bula Operante divine dispositionis; a la que se unió la praxis de Félix de Valois (cofundador de la Orden). Fue la primera institución oficial de la Iglesia dedicada a la liberación de presos mediante medios no violentos.[cita requerida] Es también la primera Orden religiosa no monástica y una de las principales órdenes religiosas que se extendieron por España y Europa durante la Baja Edad Media.

## Historia

### Orígenes
Según la tradición, la Orden Trinitaria fue fundada por inspiración divina. Todos los documentos de la época que así lo afirman toman como base la visión o revelación que Juan de Mata tuvo en su primera misa, celebrada en París el 28 de enero de 1193, y a la que asistieron el obispo de París, Maurice de Sully, y el abad de San Víctor de París. En el momento de la consagración tuvo la inspiración de ver a Cristo Redentor en medio de dos cautivos, uno blanco con una cruz roja y azul, el otro negro, y Cristo los tomaba a ambos de las manos en actitud de intercambiarlos. Para distinguir a la Orden Trinitaria de todas las demás, Juan de Mata mandó imprimir unos sellos en los que grabó esta visión, y también mandó realizar un mosaico que colocó en la entrada de la Casa de la Santísima Trinidad de Roma, en el Monte Celio. Ininterrumpidamente, los trinitarios han usado este símbolo como sello propio y de sus ministros, hasta la actualidad.
La tradición trinitaria considera a Félix de Valois cofundador de la Orden y compañero de Juan de Mata en el desierto eremítico de Cerfroid, en las cercanías de París. Allí se formó una comunidad de personas, sostenida y unida por el propósito y la intención de Juan de Mata de fundar una Orden. Se convirtió así en primera comunidad y casa madre de la Orden, y en ella fueron elegidos los ministros generales de la Orden hasta la Revolución Francesa, en que fue destruida.

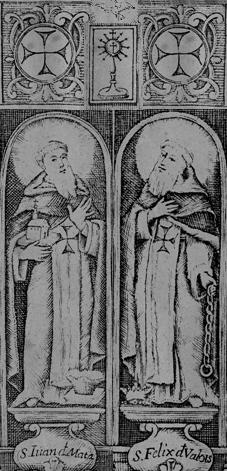
Detalle de un grabado de 1700, de los monjes fundadores de la Orden de los Trinitarios Calzados, con la versión de las cruces "patadas".

#### La Regla Trinitaria
Con rasgos profundamente evangélicos, Juan de Mata funda un nuevo y original proyecto de vida religiosa en la Iglesia que conecta la Trinidad y la redención de cautivos: la orden es Orden de la Santísima Trinidad y de la redención de cautivos, los conventos se denominan Domus Trinitatis 'Casa de la Santísima Trinidad, y los religiosos son los hermanos de la Santa Trinidad.
La Regla Trinitaria, conservada en los Archivos Vaticanos, es quizá el único escrito del fundador. En ella podemos ver el espíritu que movió a Juan de Mata a fundar la Orden, y al mismo tiempo sirve de estudio para conocer la vida de los primeros trinitarios, sus anhelos e inquietudes. La Regla tiene influencias de una triple tradición de la vida religiosa: del monaquismo toma la vida claustral con su ideal de seguimiento evangélico de Cristo y de vida comunitaria; de los canónigos regulares de San Víctor toma el carácter clerical, el ministerio pastoral; y de las órdenes hospitalarias recibe su carácter caritativo-social orientado al rescate de los cautivos y a los hospitales para peregrinos y para los mismos cautivos. Y además le añade un elemento importante: la relación con la Santísima Trinidad, de la que se embebió en su formación con los victorinos de París, especialmente con Hugo y Ricardo de San Víctor.
Juan de Mata quiso para los trinitarios una vida religiosa auténtica, volviendo al Evangelio y a la vida apostólica, desde la sencillez de las relaciones, sin desigualdades; también un carisma liberador hacia todo cristiano, y no cristiano, y así la Regla está impregnada del ideal del servicio, la humildad y la entrega al pobre y cautivo, esté donde esté; y en tercer lugar, quiere una devoción especial a la Santísima Trinidad, como fuente de toda la vida cristiana, y así en nombre de la Santísima Trinidad se fundan casas, se levantan iglesias, se rescatan cautivos.
No es una Regla al estilo de las monásticas de San Basilio, San Benito o San Agustín, no está llena de exhortaciones y largas citas evangélicas, sino de principios breves y directos, porque según el estilo de la época, es el mismo Evangelio el que se toma como regla de vida. Uno de los elementos más llamativos y característicos de la Regla Trinitaria es la Tertia Pars:

Omnes res, undecumque licite veniant, in tres partes dividant equales; et in quantum due partes sufficient, exequantur ex illis opera misericordie, cum sui ipsorum et eis necessario famulantium moderata sustentatione. Tercia ver pars reservetur ad redemptionem captivorum qui sunt incarcerati pro fide Christi a paganis: vel dato precio rationabili pro redemptione ipsorum ver pro redemptione paganorum captivorum, ut postea rationabili communatione et bona fide redimatur christianus pro pagano secundum merita et statum personarum.

#### Actividad redentora
El ambiente religioso de finales del siglo XII estaba imbuido en las cruzadas, que se habían convertido en seña de identidad de la defensa cristiana de los valores que comenzaban a formar la civilización occidental, frente a los valores musulmanes. En 1199, un año después de la aprobación de la Regla Trinitaria de Juan de Mata, Inocencio III proclama la Cuarta Cruzada, con el objetivo de retomar Egipto. Sin embargo cuando las tropas cristianas se disponían a embarcar en Venecia, el Dux envió un contingente contra los húngaros como acto de venganza personal y al resto contra el emperador Alejo III de Constantinopla, al que derrocó, lo que supuso el fin de los restos del Imperio de Oriente. El 12 de abril de 1204 pasó a la historia con la vergüenza del saqueo de Constantinopla por     parte de los caballeros cruzados: miles de cristianos masacrados, entre ellos niños y mujeres, iglesias desvalijadas y saqueadas de reliquias, obras de arte, objetos litúrgicos, etc., que se llevaron como botín al centro de Europa, incluyendo el saqueo y destrozos en la basílica de Santa Sofía. Aquella cruzada fue todo un escándalo para la cristiandad, el mismo papa Inocencio III excomulgó a los caballeros cruzados.
Ante la inoperancia de tantos intentos por recuperar los territorios sagrados se extendió la idea de que Dios pedía almas puras para esos enfrentamientos de sangre. Así fue como en 1212 un niño de 12 años predicó en Francia una nueva cruzada, llamada de los niños. Embarcaron en Marsella miles de niños y jóvenes que fueron interceptados en el mar, capturados y vendidos como esclavos. Hay bastante de leyenda en torno a este episodio, según afirman los historiadores más serios nunca llegaron a embarcarse, pero esas correcciones no importaban tanto entonces y en toda Europa se creyó el escándalo de miles de niños hechos esclavos por los musulmanes a causa de la poca valentía de sus mayores. Así fue como en 1213, el mismo año en que moría Juan de Mata, el papa Inocencio III proclamaba la Quinta Cruzada, con el objetivo de retomar Egipto. Esta vez sí llegó a la antigua tierra de los faraones, si bien los resultados no fueron del todo satisfactorios para las tropas cristianas.

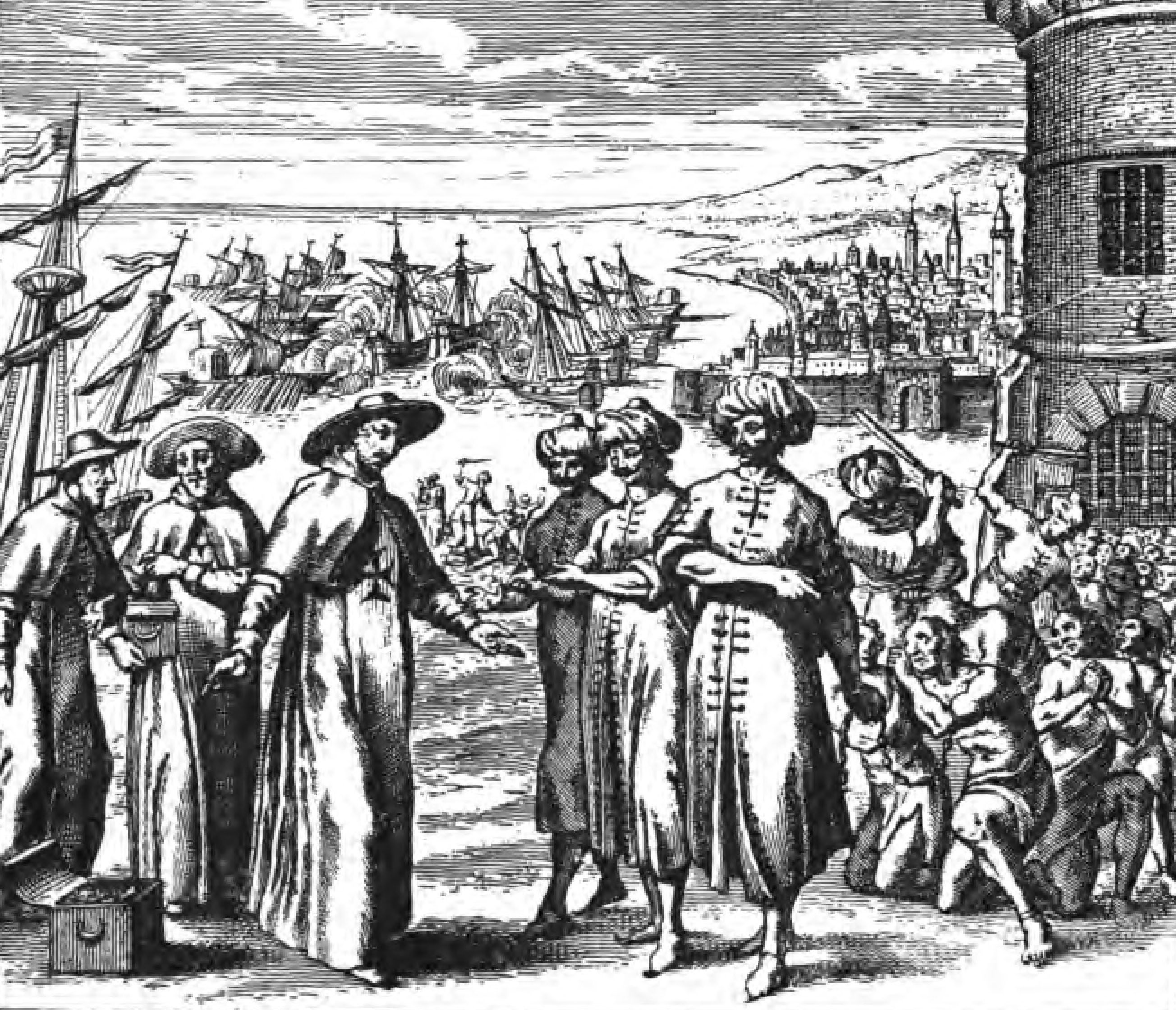
Grabado de los Padres de la redención de 1890.

Cuando Juan de Mata y los primeros hermanos de la Casa de la Santísima Trinidad y de los Cautivos comienzan a movilizarse en torno a la misión que sienten como propia, se habían dado en la Iglesia, especialmente en España, muchos episodios de intercambio y liberación de esclavos. Santo Domingo de Silos fue en el siglo anterior el gran libertador de cautivos cristianos en el norte de África. Lo que diferencia a la empresa de los hermanos trinitarios es la voluntad de diálogo, de comprensión, de liberación mutua: Cristo nos libera a todos, cristianos y musulmanes. Poco tiempo después de conseguir la aprobación de la Regla Trinitaria, Juan de Mata recibe de Inocencio III una carta dirigida al ilustre Miramamolín, sultán almohade y a sus súbditos fechada el 8 de marzo de 1199. Acababa de heredar el califato almohade Muhámmad an-Násir, hijo de Abū Yūsuf Ya‘qūb al-Manṣūr. El Papa llama al califa Miramamolín, que se ha tomado comúnmente como nombre propio pero que es en realidad la latinización del árabe Amīr ul-Muslimīn 'Príncipe de los Creyentes'. La carta justifica el empeño de Juan de Mata como una de las obras de misericordia que nuestro Señor Jesucristo encomendó a sus fieles en el evangelio…, la redención de cautivos.

Unos hombres, entre los que se encuentran los portadores de esta carta, divinamente inspirados, han fundado hace poco una Regla y una Orden, por cuyos estatutos deben emplear, para la redención de los cautivos, la tercera parte de todos sus bienes, tanto de los que tienen actualmente como de los que podrán obtener en el futuro. Y como para cumplir mejor su propósito muchas veces resulta más fácil que sea liberados de las mazmorras de la cautividad por conmutación que por rescate, se les permite que puedan redimir cautivos paganos del poder de los cristianos que luego deberán ser conmutados para liberar cristianos. Y dado que la obra que hemos expuesto conviene tanto a los cristianos como a los paganos, hemos determinado comunicaros esto por medio de una carta apostólica. El que es camino, verdad y vida os inspire para que, conocida la verdad, que es Cristo, os apresuréis a llegar a Él cuanto antes. Dado en Letrán, el 8 de marzo, en el segundo año de nuestro pontificado

Tanto en la Regla como en la carta del papa al rey de Marruecos destaca especialmente la práctica del intercambio o canje, y aquí se puede ver la mano personal de Juan de Mata, que personalizaba de este modo la visión que tuvo en su Primera Misa y que le llevó a la fundación de la Orden: la redención de Cristo llega a todos y para ello debe previamente materializarse la liberación de la persona. No tuvo que ser nada fácil introducir esta idea en la sociedad belicista y antimusulmana de la época, pero ambos documentos confirman que el hermano Juan consiguió imponer esta importante cuña, no solo con miras a los fines de la Orden, sino seguramente también a rebajar la tensión socioreligiosa del momento, por el ambiente de desilusión general a causa del fiasco de la Cuarta Cruzada.
Sin embargo, esta intuición estaba llamada a no durar demasiado, pronto los decretos papales y de los nobles cristianos que donan entusiasmados sus bienes y herencias a la nueva Orden, van olvidando la tradición del canje de cautivos en pro de las campañas de recogida de dinero. Urbano IV en 1263 en la bula Ad hoc ordo vester, afirma Es cosa bien sabida que vuestra Orden, ya desde el comienzo de su saludable institución, volcó completamente sus afanes y su eficaz ayuda y empleó su labor para que los defensores de la fe cristiana, que, por reivindicar la injuria inferida a nuestro Redentor, exponiendo sus personas a los peligros de la muerte, eran apresados por los enemigos de esa misma fe y retenidos en sus cárceles como rehenes, fuesen rescatados, en honor del mismo Redentor, con los bienes de dicha Orden. Pero la práctica del canje no se dejó nunca, siguió constituyendo un signo de identidad de la Orden y algunos mandatarios en siglos posteriores incluso la preferían frente a la colecta de fondos. En 1682 los redentores españoles Miguel de Jesús María, Juan de la Visitación y Martín de la Resurrección dieron la libertad a 211 cautivos, recogidos en Mequínez, Fez y Tetuán, y rescataron a su vez 17 imágenes sagradas (15 esculturas y dos cuadros) que estaban en las mazmorras musulmanas, una de ellas adquirió gran fama una vez llegó a España, al adoptarla los reyes, y particularmente la casa ducal de Medinaceli, como especial protector: Jesús Nazareno Rescatado. Para el rescate de las quince imágenes, el rey de Fez exigió el canje de quince moros cautivos en Ceuta y Málaga, los trinitarios pagaron por los moros y los enviaron a Fez, consiguiendo así la redención de las imágenes.
En varias ocasiones quienes se intercambiaban por los cautivos cristianos eran los mismos religiosos. En el siglo XVII corrió por España como la pólvora la noticia de los trinitarios Bernardo de Monroy, Juan del Águila (trinitario) y Juan de Palacios, que murieron en las mazmorras de Argel después de pasar varios años esperando su liberación; se habían intercambiado por varios cautivos cristianos para cuya liberación no llegaba el dinero. El mejor resumen de este heroico canje lo hace Miguel de Cervantes en su novela La española inglesa (1613): “Trujéronnos a Argel, donde hallé que estaban rescatando los padres de la Santísima Trinidad; hablélos, díjeles quién era; y movidos de caridad, aunque yo era extranjero, me rescataron en esta forma: que dieron por mí trescientos ducados, los ciento luego, y los doscientos cuando volviere el bajel de la limosna a rescatar al padre redentor, que se quedaba en Argel empeñado en cuatro mil ducados, que había gastado más de lo que traía, porque a toda esta misericordia y liberalidad se extiende la caridad de estos Padres, que dan su libertad por la ajena y se quedan cautivos por rescatar cautivos”

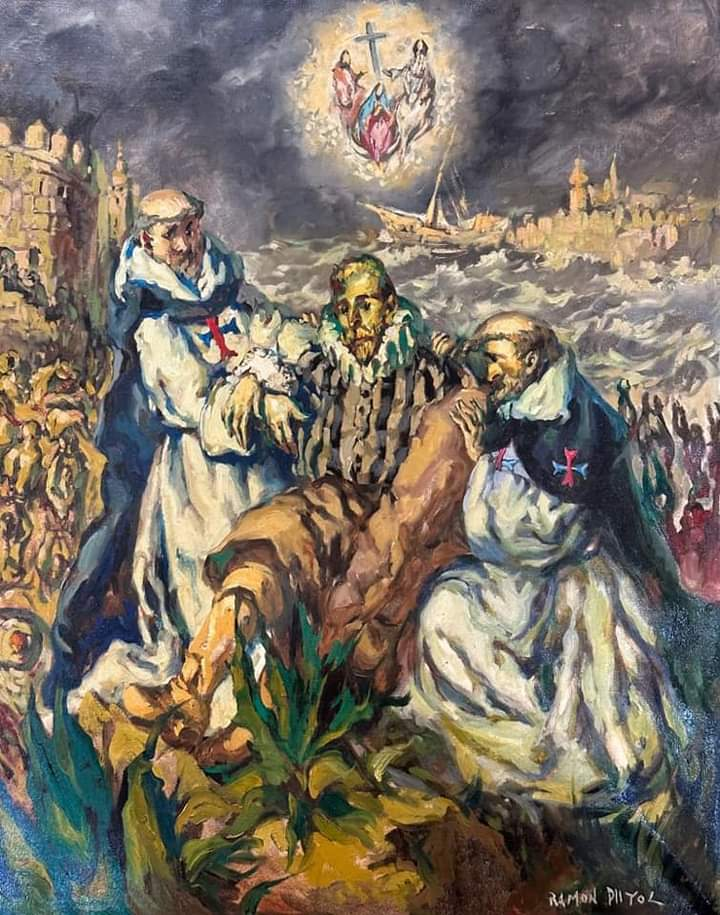
Liberación de Miguel de Cervantes por Juan Gil en la redención de 1580

Es ampliamente conocido, porque lo relató él mismo en varias ocasiones, el rescate más famoso que los trinitarios realizaron en toda su historia: el 19 de septiembre de 1580, Juan Gil, redentor general, consiguió reunir los 500 ducados de oro exigidos por el rey de Argel para liberar al cautivo Miguel de Cervantes Saavedra, que después ganaría fama como escritor. El rescate se realizó gracias al dinero que dieran su madre y su hermana, que se completó con fondos de la Tertia Pars de los mismos trinitarios y limosnas pedidas a los mercaderes cristianos de la ciudad.
Junto a la obra redentora, los trinitarios ejercieron una importante labor de mediación y diálogo con el mundo musulmán. El hermano trinitario era en sí mismo un signo de diálogo y mediación, no se dejaba nada al azar, su presencia personal: cabalgadura, hábito, cruz trinitaria, así lo demuestran. Entre las menciones documentales de trinitarios como mediadores destaca la bula del papa Gregorio X en 1272 en la que relata cómo por mediación de un hermano de la Orden de la Santa Trinidad de la Casa de San Juan de Acre, el sultán de Egipto había mandado liberar a las mujeres cautivas con sus hijos, apresados todos ellos en los pueblos cercanos y en las costas de Italia, si bien posteriormente el mismo sultán revocó el mandato de liberación de los niños para así impedir un futuro ataque cristiano.
El historiador francés Guy Turbet-Delof relata la redención en Trípoli el año 1700 de 64 cautivos y dos imágenes por parte de los redentores franceses. El historiador llama a este viaje turismo diplomático: el hermano Philemon de la Motte, de la casa de San Mathurin en París, recibe los elogios de las autoridades locales: Yusuf, general de la milicia, alaba mucho su tolerancia y buena voluntad.

#### ¿Cuántos cautivos rescataron los trinitarios?
Una pregunta nada fácil de responder al ser muy poca la información de la que se dispone, sobre todo en los primeros tres siglos de la Orden, e incompleta del siglo XVI. En ese período de las provincias de Francia solo se han podido registrar diecisiete redenciones desde 1198 a 1544, y no se conoce el número de cautivos en nueve de ellas, en una del resto se rescataron 204 y en las otras siete una media de 50 por expedición. Casi nada se sabe de las redenciones de la Provincia de Castilla en los siglos XIII y XIV. Desde 1404 a 1546 se conocen veinticuatro redenciones, y de ellas se desconoce el número de rescatados en catorce, en las otras diez se liberaron 7445 cautivos. También se desconoce el número de redenciones realizadas por las dos provincias de Inglaterra y Escocia hasta que fueron suprimidas en el siglo XVI. No se tiene noticia de las redenciones de la Provincia de Aragón durante los tres primeros siglos, después su actividad redentora fue prácticamente nula, obstaculizada por el monopolio que ejercían los mercedarios aragoneses. De la Provincia de Portugal son pocas las noticias en ese mismo período de tiempo; desde 1461 a 1557 los reyes les prohibieron realizar rescates, y solo a partir de 1558 conocemos las redenciones efectuadas. Según el estudio exhaustivo realizado por el historiador trinitario fr. Bonifacio Porres este sería un buen resumen de las redenciones realizadas y cautivos liberados, si bien ya sabemos que incompleto:
| Provincias o naciones | Período     | Redenciones | Cautivos |
| --------------------- | ----------- | ----------- | -------- |
| Francia               | 1198-1544   | 17          | 254      |
| Castilla              | 1404-1546   | 24          | +7445    |
| Francia               | Siglo XVII  | 19          | 1155     |
| Francia               | Siglo XVIII | 20          | 1405     |
| Descalzos de Francia  | Siglo XVII  | 5           | 170      |
| Castilla y Andalucía  | 1580-1769   | 34          | 6818     |
| Portugal              | 1558-1778   | 42          | 8634     |
| Descalzos de España   | 1625-1769   | 24          | 4.865    |
| Descalzos de Italia   | 1706-1793   | 27          | 607      |
| Descalzos de Polonia  | 1688-1770   | 15          | 444      |
| Descalzos de Austria  | 1691-1783   | 31          | 3.923    |

### Expansión de la orden
En Europa la Orden trinitaria se extendió, entre 1198 y 1314, desde el norte de Francia hacia el sur y, siguiendo la margen occidental del Mediterráneo, se expandió hacia los reinos españoles de Castilla y Aragón, según se iba reconquistando el territorio del sur, ocupado por los musulmanes. Hacia el norte de Francia los trinitarios se expandieron por las islas británicas. El entusiasmo de los orígenes y la pureza de la aplicación de la Regla fueron reconocidos por muchos eclesiásticos de la época, tales como el cardenal Jacobo de Vitry y el Maestro General de los frailes predicadores, Humberto de Romans.
Las numerosas bulas redactadas por Inocencio III y sus inmediatos sucesores, acogiendo bajo la protección del papa las nuevas fundaciones, y el apoyo de autoridades civiles y eclesiásticas, favorecieron a la expansión de los trinitarios. En 1219 la Orden contaba ya con 18 conventos en Francia, 13 en España, 8 en Italia, y uno en Portugal e Inglaterra, respectivamente. Hacia 1237 se sumarían cuatro conventos en Tierra Santa y a finales de siglo la Orden contaría unos doscientos conventos desde Inglaterra hasta Palestina. Dentro de las posesiones se contaban además, numerosos hospitales e iglesias.
Los cambios producidos en Europa y en la Iglesia entre 1315 y 1472, afectados especialmente por las pestes que provocaron la diezmación de la población y por la crisis de la Iglesia, generada primero por el destierro de los papas a Aviñón (1309 - 1376) y luego por el Cisma de Occidente (1378 - 1417); contribuyeron a la detención de la expansión de la Orden Trinitaria, el cierre de muchas casas por las muertes de sus religiosos y la expropiación de importantes casas, como Santo Tomás in Formis en Roma, de parte del papa romano, porque el ministro general de los Trinitarios rindió obediencia al antipapa francés. De este período se genera en los trinitarios una relajación en el modo de vida y en las redenciones de cautivos, que llevarán al interés de varios religiosos de realizar una reforma de costumbres.

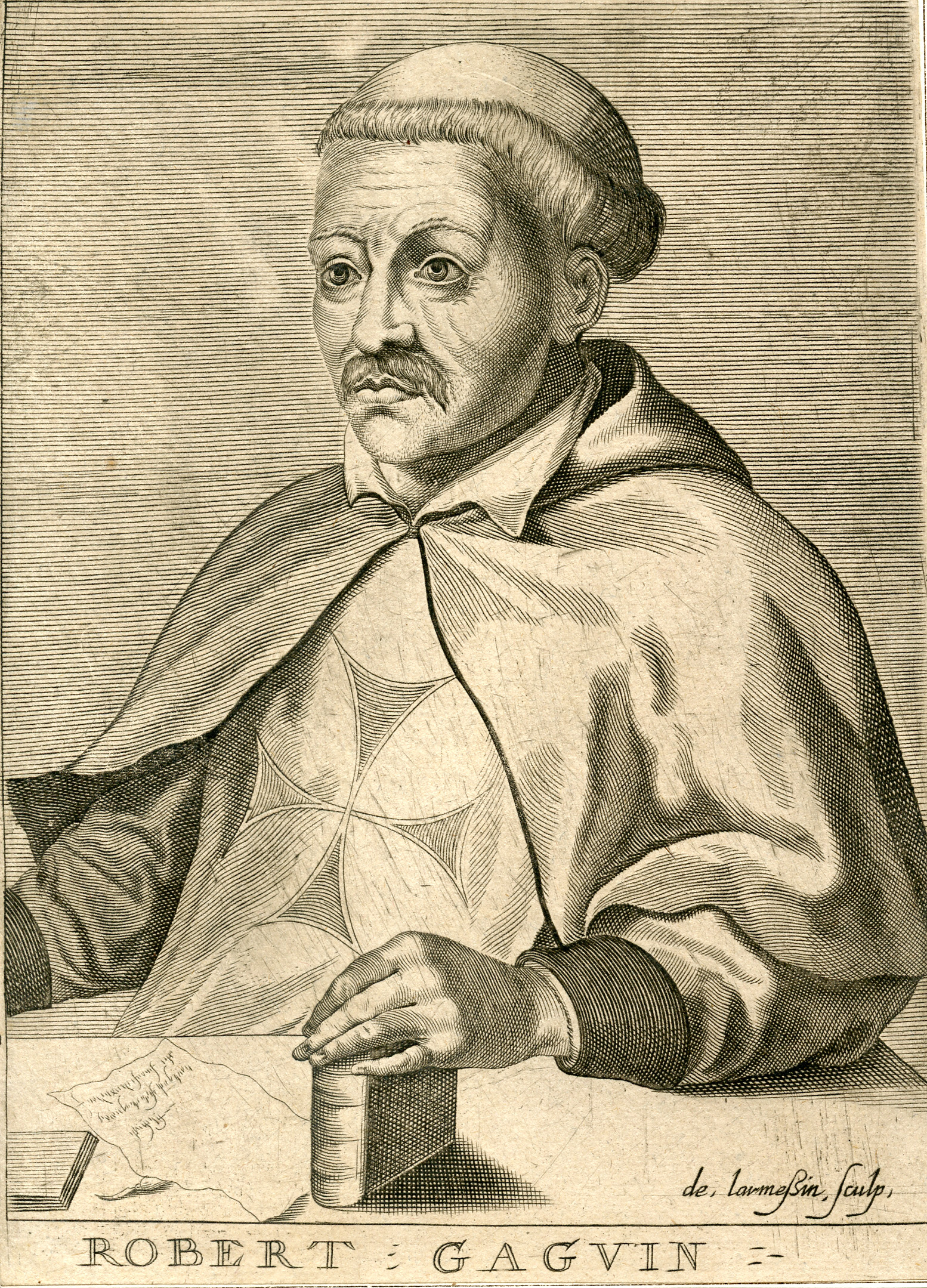
Roberto Gaguin hizo una radiografía de la situación de la Orden en 1417. Grabado de Nicolas III de Larmessin

El período comprendido entre 1417 y 1613 podría denominarse la época de las Reformas dentro de la Orden Trinitaria, que van desde la elección de Roberto Gaguin como ministro general de la Orden y la muerte de Juan Bautista de la Concepción, reformador español. Gaguin hace una radiografía de la situación de la Orden en su época:

«Me avergüenza el recordar nuestra irreligiosidad, insumisión y desvergüenza. Nuestras casas han quedado deshabitadas. En los lugares más importantes donde debiera haber más religiosos, o son pocos o ninguno; y los que quedan, viven secularizados en su modo de vestir y andar, en sus gestos y costumbres, llevando una vida aseglarada». Roberto Gaguin, discurso en el Capítulo General de Cerfroid de 1473.

El discurso de Gaguin no cambió el modo de vivir de la Orden en general, sin embargo suscitó en los corazones de numerosos religiosos el deseo de retornar a los orígenes. Se redescubrió la importancia de la vida de los santos fundadores, especialmente de la impronta plasmada por Juan de Mata en la Regla primitiva y se desarrolló un nuevo período de fundaciones. A finales del siglo XV e inicios del XVI los trinitarios contaban con unas 160 casas, distribuidas en 11 Provincias: 6 en Francia, 2 en España (Castilla y Aragón) y una en Portugal, Inglaterra y Escocia respectivamente. A inicios del XVII Andalucía e Italia se independizan y forman nuevas provincias. Como resultado de la Reforma Protestante y las consiguientes "guerras religiosas" (1627-1588), se perdieron numerosas casas de las provincias francesas y por la Reforma de Enrique VIII, se suprimieron las provincias de Inglaterra y Escocia, es conocido el testimonio de algunos mártires trinitarios ingleses durante este período (1536-1591).

### Reforma
Durante el siglo XVI se van adoptando en la Orden diversas medidas disciplinares y legislativas con la intención de dar vida a los deseos de reforma de algunos trinitarios, cuyo ápice se encontrará la reforma de Juan Bautista de la Concepción, que originará la Orden de los Trinitarios Descalzos, primero constituida en provincia autónoma respecto al ministro general francés y más tarde en una Orden religiosa independiente con su propio gobierno y organización.

#### Primeros intentos de reforma
En la Provincia de Castilla, en el capítulo provincial de 1496 se inician una serie de reformas estatutarias que se evolucionarán en los capítulos sucesivos y tomarán peso con la publicación de las constituciones Flos Observantie cuyo objetivo era corregir los abusos frecuentes en la disciplina regular y mejorar la observancia del espíritu religioso. En España no tuvo gran influencia, sin embargo dichas constituciones tuvieron mayor fuerza en Portugal a partir de 1545, con el decreto del rey Juan III, que obligaba a todas las órdenes religiosas de su territorio a reformarse. Los trinitarios portugueses tuvieron en Roque del Espíritu Santo el abanderado de su reforma. Todos los conventos de Portugal se reformaron, sin desligarse de la obediencia del ministro general de la orden.
Al clausurarse el concilio de Trento (1563), se impulsó aún más el deseo de reforma en la Orden Trinitaria, pero que se limitaban a solo particulares de la redención de cautivos y algunos aspectos de vida y costumbres, como los del Ministro General Bernardo Dominici, y los intentos fallidos de independencia de las provincias hispánicas, bajo su propio General, de Jerónimo García. Durante el generalato de Dominici, se dio un importante movimiento de reforma en Francia, liderado por dos ermitaños, Claude Aleph y Julien de Nantonville, quienes con el breve Sacrosanctae Romanae Ecclesiae, de Gregorio XIII, obtuvieron la aprobación pontificia de un nuevo instituto religioso Orden Reformada de la Santísima Trinidad. Mantuvieron su independencia hasta la revolución francesa, en que fueron obligados a unirse a la Orden calzada. Mientras tanto en España se continúan haciendo intentos de reformas, todos fallidos, hasta que por fin surge la tan anhelada reforma española.

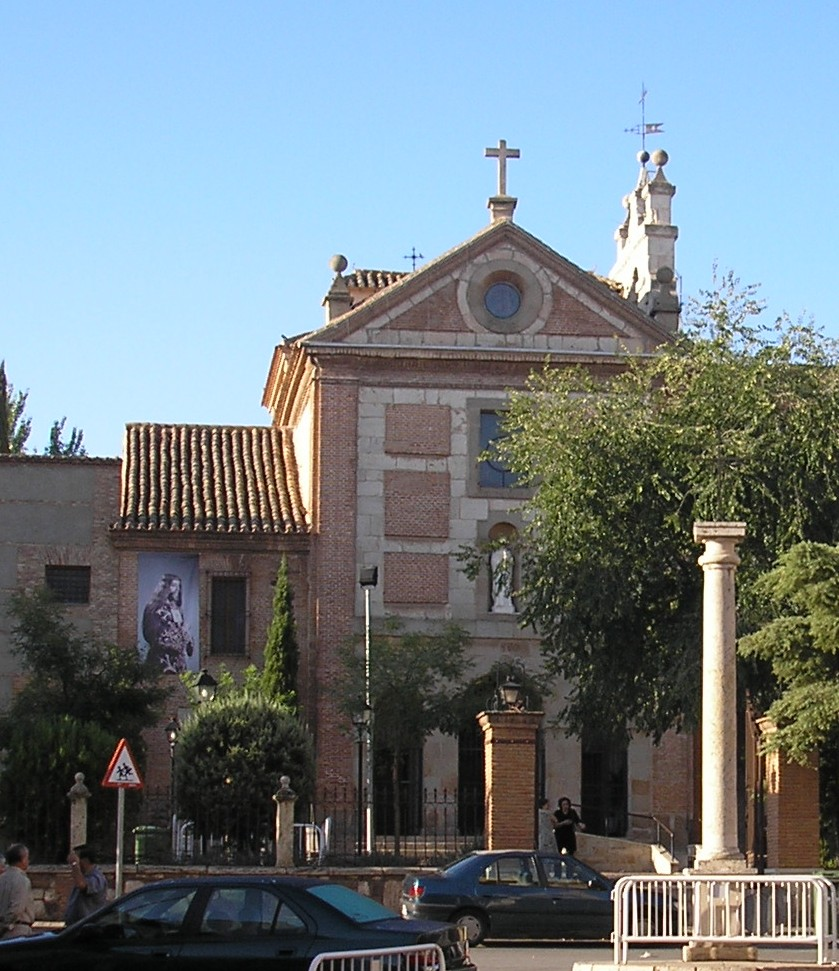
Convento de los Padres Trinitarios,, Valdepeñas

#### La reforma española
La reforma más famosa de la Orden Trinitaria fue obra de Juan Bautista de la Concepción (1561-1613). Nacido en Almodóvar del Campo (Ciudad Real) el 10 de julio de 1561 y fallecido en Córdoba el 14 de febrero de 1613. Fue canonizado por Pablo VI el 25 de mayo de 1975, y propuesto a la Iglesia como un santo de la renovación. En Valdepeñas se establece la primera comunidad de trinitarios descalzos. Con el breve Ad militantes Ecclesiae (1599) el papa Clemente VIII da validez eclesial a la Congregación de los hermanos reformados y descalzos de la Orden de la Santísima Trinidad, instituida para observar con todo su rigor la Regla de san Juan de Mata.
Juan Bautista de la Concepción fundó 18 conventos de religiosos y uno de religiosas de clausura. Vivió y transmitió a sus hijos un intenso espíritu de caridad, oración, recogimiento, humildad y penitencia, poniendo especial interés en mantener viva la entrega solidaria a los cautivos y a los pobres. La relación de los trinitarios con la Trinidad, como centro vital y fuente de la caridad que redime, es un tema central en sus vivencias y enseñanzas.
Aunque poco conocido, Juan Bautista de la Concepción está en la constelación de los grandes escritores místicos españoles del siglo de Oro. La Biblioteca de Autores Cristianos (la BAC) ha publicado tres grandes volúmenes de su obra y tiene en prensa el cuarto. Se trata de un autor con una deuda histórica, pues si bien tiene el puesto que se merece en los altares, no se le ha colocado aún en la hornacina del altar de la literatura espiritual que le corresponde. 
En la obra literaria del Reformador trinitario se encuentra toda clase de materias espirituales. Su personal vivencia de la unión mística le dicta profundos tratados sobre la unión con Cristo, los dones del Espíritu Santo, la experiencia de la cruz y el conocimiento espiritual. Su doctrina espiritual se orienta a la unión personal con Dios Trinidad, presente en lo más profundo del alma. Para él la perfección está en abandonarse al amor transformante de Dios. La santificación del creyente es el proceso de asimilación a Cristo crucificado. Cristo es nuestro ideal, nuestro camino; su cruz, nuestra cruz, es la fragua de la santidad. Juan Bautista de la Concepción es un escritor original y profundo en las ideas, popular y rico en la expresión. Tiene una prosa armoniosa, con largos periodos, tintada de humor, de anécdotas, de ejemplos y referencias al reino vegetal, mineral y animal. Domina y conoce a los santos padres de la Iglesia y la Biblia y es su referencia obligada y constante. Quien se adentra en los surcos de su obra literaria fácilmente descubre una simbiosis de Cervantes y Juan de la Cruz.

### Dos ramas de un mismo tronco
En España desde que Juan Bautista de la Concepción acudió a Roma para adquirir la aprobación de la Reforma, los trinitarios que querían vivir según la regla mitigada (más tarde llamados calzados) se opusieron a la descalcez y a su posterior desarrollo, generando roces y conflictos entre los dos estilos de vida. Esta fue quizá la razón principal por la cual los descalzos españoles obtuvieron de Paulo V, la facultad de constituirse en dos provincias con un vicario general propio, autónomo del ministro general, cargo que quedó en manos de Gabriel de la Asunción. No fue hasta 1636, por medio del breve Ex quo regimen de Urbano VIII, que los descalzos se constituyeron en una Orden religiosa, independiente de los trinitarios de la antigua observancia, con el nombre de Orden de Descalzos de la Santísima Trinidad, Redención de Cautivos. A partir de entonces, serían dos ramas distintas de la misma Orden.
Independientes la una de la otra, la Orden Trinitaria calzada y la descalza, continuarían su proceso de expansión y realizarían distintas redenciones de cautivos. La Revolución francesa trajo consigo la prácticamente desaparición de la Orden en Francia, las tres ramas francesas, Calzados, reformados y descalzos fueron obligados a unirse en una sola y a cerrar numerosos conventos, desde entonces se pierde la casa madre de Cerfroid. Mientras que en España ambas ven un florecimiento en nuevas fundaciones que llegarán incluso a sus territorios en Italia, como los conventos de la Santísima Trinidad de los españoles calzados de Via Condotti, y San Carlino alle Quattro Fontane de los trinitarios descalzos españoles, ambos en Roma. De este último surgirían los frailes que expandirían la orden descalza a los territorios que hoy comprenden Polonia, Lituania y Rusia, además de los territorios del Imperio Austro-Húngaro.

### Época de las supresiones
Entre los siglos XVIII y XIX se presenta para la historia de la Orden trinitaria uno de sus capítulos más trágicos. El emperador José II suprimió los numerosos conventos trinitarios descalzos, que para entonces ya formaban dos provincias en el imperio Austro-Húngaro, lo que provocó la separación entre los conventos de España y los del norte en Polonia y Rusia, provocando la división en dos órdenes, los trinitarios descalzos de la familia hispana y los trinitarios descalzos de la familia extrahispana. Por otra parte la invasión napoleónica en Italia acabó con las casas trinitarias de la nación, tanto de descalzos como de calzados, salvo algunas que contaban con un estado jurídico especial. La supresión completa en Rusia y Polonia por el zar Alejandro II se dio en 1866. Los trinitarios portugueses se vieron obligados a abandonar sus conventos e irse para España a inicios del siglo XIX, para ver la supresión de la Orden por la ley de desamortización de Mendizábal en 1835.
En vista de tal evento, los trinitarios calzados contaban solo con la casa de la Trinidad de Roma, el último superior mayor de los calzados fue el trinitario Antonio Martín Bienes, quien murió en 1894 y con él la rama calzada. Quedarían solo las dos familias, hispana (con un convento en Roma y otro en Palestrina) y extrahispana (con dos conventos en Roma), de trinitarios descalzos.

### Restauración

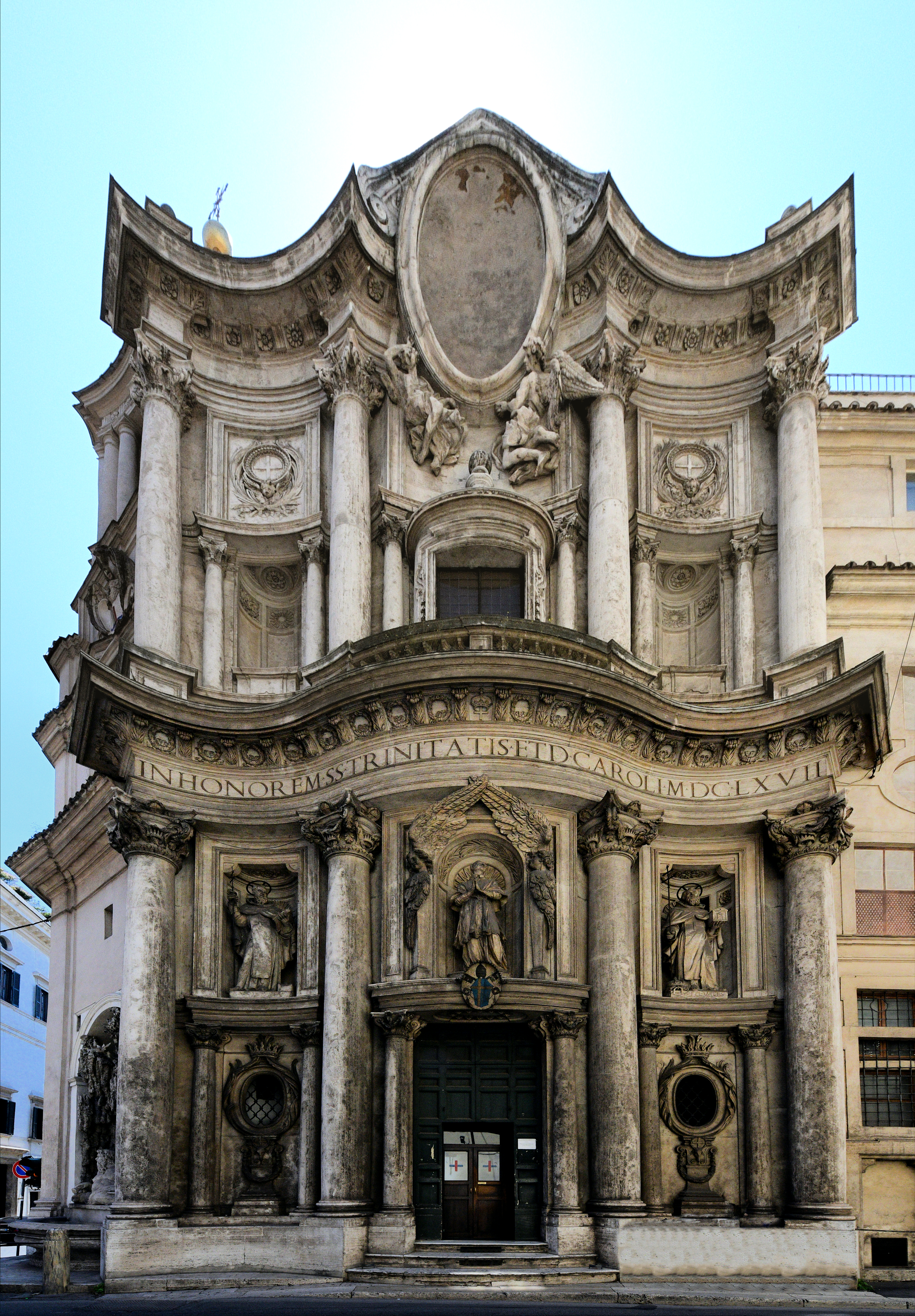
Convento de San Carlino alle Quattro Fontane en Roma, desde donde se dio inicio a la llamada restauración de la Orden trinitaria.

Luego del período de las supresiones la Orden Trinitaria en sus dos familias conoció un nuevo proceso de expansión. Solo la comunidad de san Carlino alle Quattro Fontane de la Familia hispana, contaba con el número de religiosos suficientes para dar inicio a nuevas fundaciones, llegando a Alcázar de San Juan (España) en 1879 a la que le seguirían otras que permitieron la constitución de una provincia en España con casas en Cuba (1896). La familia extrahispana fue reabriendo los conventos italianos entre 1820 y 1835, hasta constituirse en dos provincias.
En el capítulo General celebrado en Roma en el 1900, se dio la unificación de las dos familias trinitarias, en una única Orden, retomando el nombre de Orden de la Santísima Trinidad y quitando los viejos apellidos de descalzos. El primer ministro general de la unificación fue el religioso italiano Gregorio de Jesús y María. Con la unificación se dio un avanzado proceso de expansión, llegando a Austria en 1900, Chile en 1902, Benadir (1904), Estados Unidos en 1912, Argentina en 1913, Francia en 1922, Canadá en 1924 y Madagascar en 1926.

### Del Concilio Vaticano II hasta hoy
A raíz del Concilio Vaticano II se pone en marcha una renovación para adaptarse a las directrices de este. Para ello se elaboraron nuevas Constituciones, aprobadas por el capítulo general de 1983 y confirmadas por Roma en 1984.
La Orden Trinitaria, junto con toda la Familia Trinitaria, celebró varios aniversarios en los últimos años: 
- Del 17 de diciembre de 1998 al 17 de diciembre de 1999, el VIII Centenario de su fundación (1198-1998) y el IV Centenario de la reforma (1599-1999).
- Desde el 17 de diciembre de 2012 al 14 de febrero de 2014 toda la Orden Trinitaria celebra un Año Jubilar con motivo de los 800 años de la muerte del fundador, San Juan de Mata, y 400 de la muerte del Reformador, San Juan Bautista de la Concepción. El papa Benedicto XVI declaró tres iglesias de la Orden como templos jubilares: el de Santo Tomás in Formis en Roma (lugar donde murió San Juan de Mata), la parroquia San Juan de Mata en Salamanca (donde se guardan las reliquias del Fundador) y la Iglesia de Nuestra Señora de Gracia en Córdoba (donde murió y se conservan las reliquias de San Juan Bautista de la Concepción).[17]

Según el Anuario Pontificio de 2015 integraban la Orden Trinitaria 635 hermanos, de los cuales 415 ordenados sacerdotes. Además atendían 97 parroquias.

## Organización

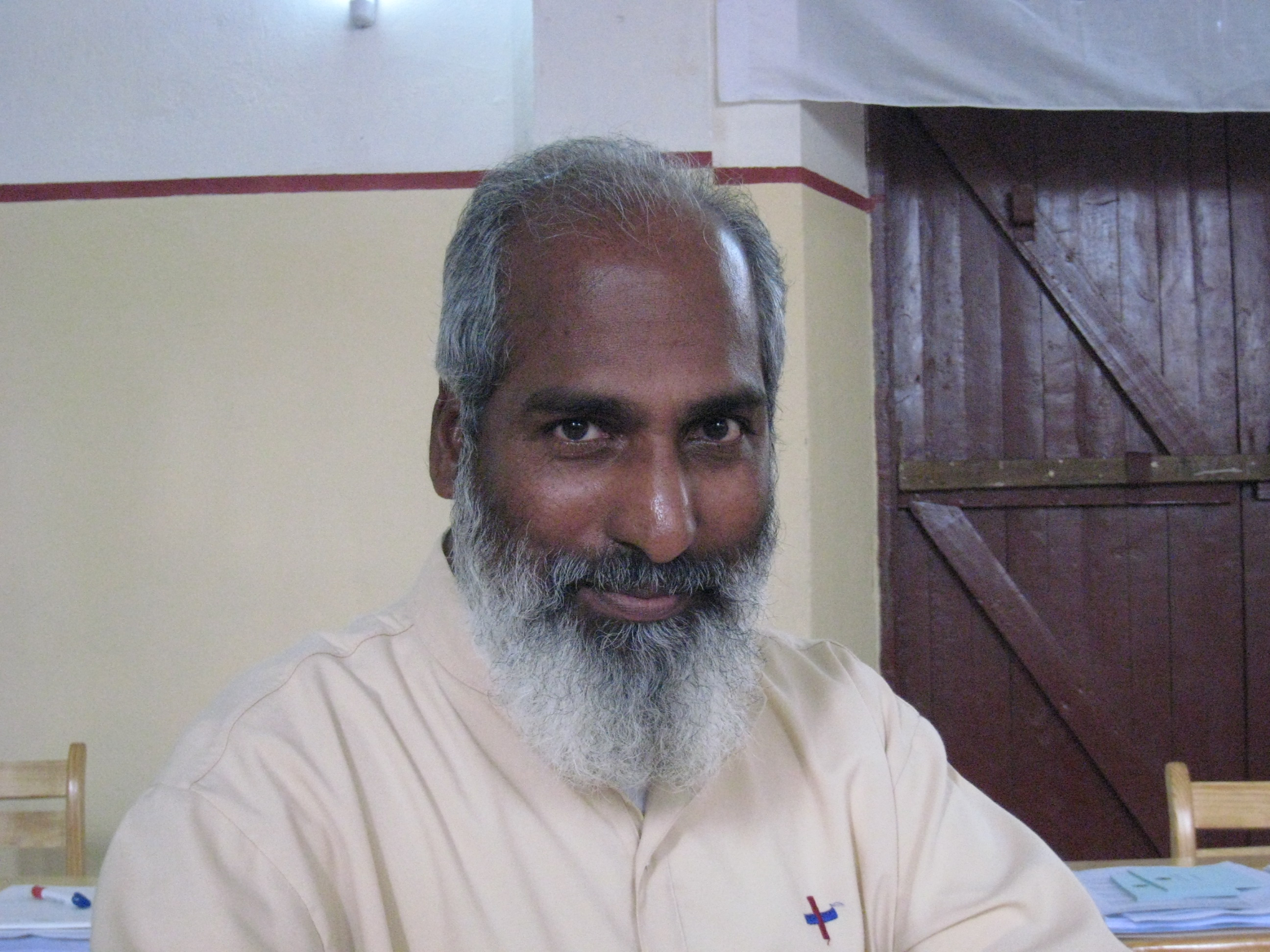
Fr. José Narlaly O.SS.T.
Ministro general

### Gobierno
Según el número 105 de las Constituciones de la Orden Trinitaria, esta participa de la potestad legislativa, ejecutiva y judicial de la misma Iglesia católica, conforme expresa el canon 596 del Código de Derecho Canónico. De esa manera, está constituida por:

...hermanos que, en lo referente al gobierno, reunidos en varias casas, viven en común bajo el Ministro de cada casa legítimamente designado. La unión de varias casas legítimamente erigida bajo un mismo Superior se llama provincia. Se admiten también en la Orden viceprovincias, vicariatos, tanto generales como provinciales, y casas inmediatamente sujetas al Ministro general y a su consejo. Constituciones, 107

En ese orden de ideas, el gobierno personal de la Orden sería de este modo: el ministro conventual en cada casa, el ministro provincial o a modo de provincial en la provincia u otra jurisdicción (viceprovincia o vicariato), y el ministro general en toda la Orden. A ellos se les suman los consejeros generales, provinciales o a modo de provinciales, que desempeñan su oficio de manera colegial.
En la actualidad el ministro general de la Orden de la Santísima Trinidad y de los Cautivos, considerado el 85° sucesor de Juan de Mata, se llama José Narlaly y es originario de la India.

### División administrativa
La Orden de la Santísima Trinidad y de los cautivos posee unas 96 casas en el mundo, que se encuentran repartidas en seis provincias, tres vicariatos y una delegación provincial. La principal división administrativa de la Orden son las provincias. Los vicariatos y las delegaciones, son regiones autónomas pero adjudicadas a alguna provincia. Las provincias trinitarias son:
- Provincia del Espíritu Santo (en España, Italia, Corea de Sur y Marruecos): erigida en 1605, fue la primera provincia de la Orden de descalzos de la Santísima Trinidad, cuyo primer provincia fue Juan Bautista de la Concepción, cuando esta aún no se había separado de la Orden de la antigua observancia (Calzados). Pertenecen a esta provincia las casas de la Trinidad de España en Córdoba, Alcázar de San Juan, Valdepeñas, Villanueva del Arzobispo, Andújar (dos casas: ciudad y Santuario de la Cabeza), Antequera, Algeciras, Granada, Madrid (Aluche), Madrid (Echegaray), Algorta (casas de la Trinidad y del Redentor), Alcorcón, Barcelona, Salamanca y el Santuario de la Bien Aparecida en CantabriaSevilla y Málaga, de Corea del Sur en Changwon, Chanwqon, Corea del Sur, y el convento de San Carlino alle Quattro Fontane de Roma. En septiembre de 2018 la Provincia abrió una casa misionera en Alhucemas, Marruecos. El 25 de noviembre de 2019, se integraron en una sola, y bajo este nombre del Espíritu Santo, las dos provincias españolas (Provincia del Espíritu Santo y Provincia de la Inmaculada Concepción).[23]

El Vicariato de San Simón de Rojas, bajo la jurisdicción de la Provincia del Espíritu Santo, fue erigido a mediados del siglo XX, con casas en Chile, (Santiago de Chile y San Carlos de Ñuble), Argentina (Buenos Aires y Villa María), Perú (Lima), Bolivia (Sucre) y Brasil, San Pablo y Suzano.
El Vicariato del Beato Domingo Iturrate, también bajo la jurisdicción de la Provincia del Espíritu Santo, erigido en 1972, con casas en Isabela, Ponce y Bayamón en Puerto Rico; y Bogotá (dos casas), Medellín e Ibagué en Colombia.
- Provincia de San Juan de Mata (en Italia, Polonia, Austria y Vietnam): erigida en 1690. A ella pertenecen las casas de la Trinidad presentes en Italia: Roma (dos casas), Andria, Santi Cosma e Damiano, Esperia, Gagliano del Capo, Livorno, Medea, Nápoles (dos casas), Palestrina, Rocca di Papa, Somma Vesuviana y Venosa. La provincia posee algunas casas en Europa fuera del territorio italiano, a saber: Viena y Mödling en Austria, Budziska y Cracovia en Polonia y una nueva presencia misionera en Vietnam, aún en proceso de fundación. La Delegación provincial Jesús Nazareno Rescatado (o de México), perteneciente a esta provincia, fue erigida a finales del siglo XX y posee cuatro casas en México D.F. y una en Aguascalientes.[26]

El Vicariato de Santa Inés, erigido el 28 de enero de 2019 bajo la jurisdicción de la Provincia de San Juan de Mata, con casas en Brazaville y Pointe Noire en Congo, Libreville en Gabón y en Camerún. 
- Provincia del Inmaculado Corazón de la Virgen María (en Estados Unidos y Filipinas): fue erigida en 1950 y pertenecen a ella las casas de la Trinidad presentes en territorio de los Estados Unidos, Pikesville, Adelphi, Ellicott City, Hyattsville, Hanover, Las Vegas, Los Ángeles, Miami, San Antonio, Goliad y Trenton. En abril de 2019 se comenzó una nueva presencia misionera en Filipinas, aún en proceso de fundación.[27]

- Provincia Misionera de Nuestra Señora del Buen Remedio (en Madagascar): erigida en 1995 con las casas en Antananarivo, Antsirabe, Ambatondrazaka, Amparafaravola, Maintirano, Moramanga, Tsiroanomandidy, Fianarantsoa, Andilanatoby, Andriamena, Morafenobe, Ambatomainty, Andaingo y una nueva presencia en Diego Soares. Forman parte de la provincia dos casas en territorio italiano, a saber, Teramo y Carpinone.[28]

- La Viceprovincia de San Miguel de los Santos (en India) dependiente de esta provincia, fue erigido en 2009 y a él pertenecen las casas indias de Tamulpur, Bangalore, Shimoga, Kasargod, Thrissur y una nueva casa en el estado de Assam.[27]

- Vicariato General del Sagrado Corazón de Jesús (en Canadá y Francia): fue erigida en 1960 y forman parte de su jurisdicción las casas de la Trinidad de Montreal, Granby y Saint-Bruno-de-Montarville en Canadá; y Cerfroid, Faucon-de-Barcelonnette y París en Francia.[29]

Además la Orden tiene otras casas o presencias en lugares de misión con graves situaciones de persecución religiosa que, por motivos de seguridad, no se indican en este listado.

## Carisma y misión
La misión por la cual se ha caracterizado a los religiosos trinitarios ha sido la obra de la redención, sin embargo desde los orígenes de la Orden, se han visto otras actividades llevadas a cabo por ellos, como la atención en los hospitales para la acogida de los peregrinos, y la pastoral ministerial por lo que Juan de Mata estipuló que en cada convento al menos haya cuatro sacerdotes.
Teniendo en cuenta los numerales 87 y 88 del Directorio General de la Orden Trinitaria (DG), se puede deducir que la misión de los trinitarios es única, en cuanto a que se identifica con el único carisma misericordioso-redentor de los orígenes, pero en una pluralidad de obras, en cuanto a que a transcurrir de la historia la Orden se ha visto en la necesidad de responder a diversas necesidades según el lugar y el tiempo. Así la Orden de la Santísima Trinidad animada por el carisma redentor se consagra a prestar ayuda a quienes por su fe en Cristo son oprimidos y sometidos a persecución y a los que por su actividad social son privados de sus derechos, encarcelados, condenados a trabajos forzados o expulsados al destierro. Pero además movidos por la misma caridad redentora, socorren a los pobres, abandonados y enfermos que son rechazados por la sociedad, a liberar a quienes padecen varios géneros de esclavitud, y a ayudar en la fe a quienes de diversas maneras están a peligro de perderla; lo cual se traduce en un diverso número de obras.

## Signos

### ElSignum Ordinis

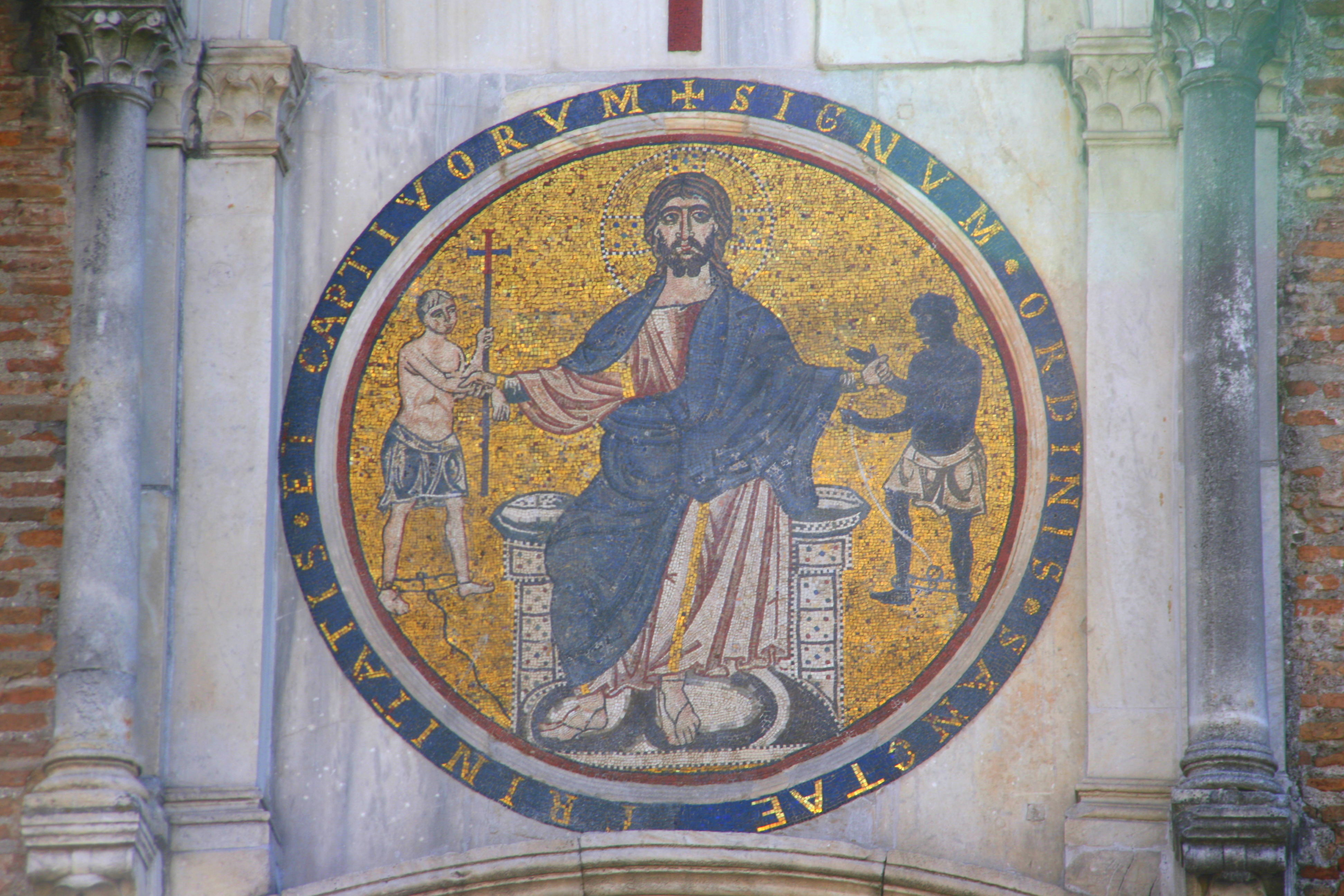
Particular de la fachada del convento de Santo Tomás in Formis de Roma

Se conoce como Signum Ordinis un mosaico de forma circular mandado a hacer por Juan de Mata, en la fachada del convento de Santo Tomás in Formis, en Roma. El autor es Lorenzo Cosmati y lo elaboró entre 1209 y 1213. El ícono representa a Cristo Pantocrator, sentado en un trono, con dos cautivos a lado y lado. El uno pálido, que representa a un cristiano que porta en estandarte la cruz trinitaria, y el otro de color, que representa a un cautivo musulmán. Alrededor del medallón se encuentra la inscripción en latín Signum Ordinis Sanctae Trinitatis et captivorum, que traducido al castellano quiere decir «Signo de la Orden de la Santa Trinidad y de los cautivos».
Es de opinión general que con el mosaico, Juan de Mata quiso plasmar la visión que le había inspirado la fundación de la Orden de la Santísima Trinidad y de los Cautivos, en su primera eucaristía, tal como lo narran los documentos más antiguos de la Orden.

### La Cruz Trinitaria

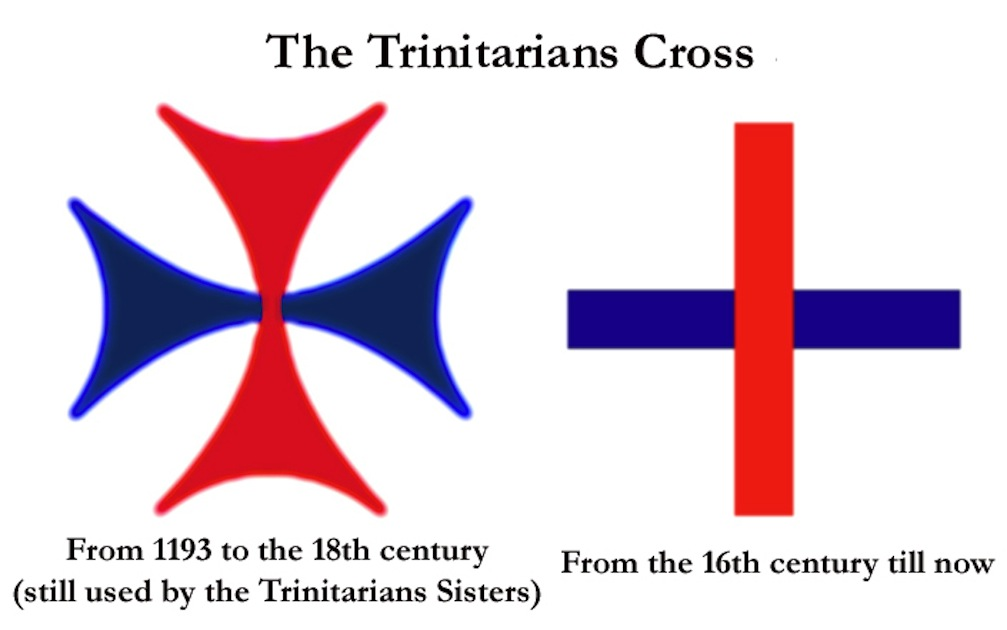
Las dos versiones más comunes de la cruz trinitaria

Otro símbolo de la Orden, quizá por el que sean más reconocidos los trinitarios, es la Cruz roja y azul que presenta generalmente dos versiones: Una primera versión de cruz patada, cuyos extremos presentan unos ensanches que semejan "patas", con la misma disposición vertical roja solapada a la horizontal azul. Por mucho tiempo, esta cruz fue el signo distintivo de los trinitarios calzados, por la cual, a esta cruz también se le llama calzada.
La segunda versión de la cruz es una de franjas sencillas, que consiste en una franja roja vertical, superpuesta a otra azul horizontal, ambas del mismo tamaño. Esta versión fue la que identificó a los descalzos y que continúa siendo el signo de los trinitarios actuales. Aunque la segunda versión de la cruz se considera más actualizada por representar la Reforma, parece ser, según algunas fuentes, que la forma de franjas sencillas era el primer modelo de sus fundadores, a la cual quiso retornar el reformador. En la fachada del convento romano de Santo Tomás in Formis, encima del ya mencionado Mosaico, se encuentra esta versión de la cruz.

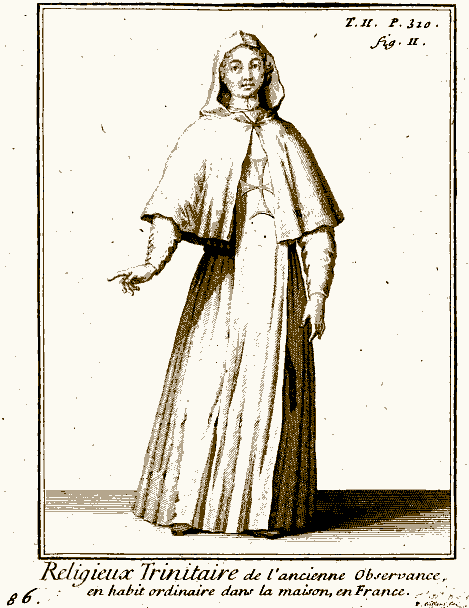
Hábito de los trinitarios calzados

Respecto a los colores, existe, no obstante, un tercer color, que pasa desapercibido muchas veces a las fuentes hagiográficas, que es el blanco, como fondo donde se traza la cruz bicolor. Este es el sentido que presentaban los primeros hábitos de la Orden, que se acompañaban de un escapulario de color blanco, que disponía de una abertura para introducir la cabeza y dejaba caer hacia la espalda y hacia el pecho sus extremos; en la parte delantera figuraba la cruz bicolor.
Los tres colores de la cruz, de base provenzal, se ha identificado por algunos autores con los tres colores de la bandera francesa, como símbolos inconfundibles del país galo; si bien, es evidente, que sería en todo caso al revés. Son muchas las explicaciones que se han dado a esos colores, desde las simples que los asocian a cada una de las personas de la Trinidad a las más teológicas que quieren descubrir en la cruz trinitaria un icono-resumen de la historia de la salvación. Pero lo que es indudable es su simbolismo hagiográfico de lo que representan los tres colores: el blanco (fondo o englobante), el azul (horizontal o yacente) y el rojo (vertical o descendente); colores identificadores de la Santísima Trinidad: Padre, Hijo y Espíritu Santo, respectivamente, como elementos fundamentales de la Orden. Observando, que las dos aspas que se cruzan, no se funden en el centro, sino que se solapan entre sí y sobre el fondo, indicador de que las tres Personas son distintas y se diferencian; pero todas forman un mismo Dios.

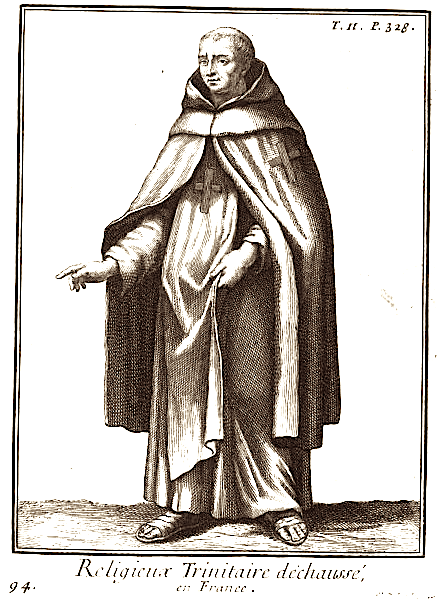
Hábito de los trinitarios descalzos

Cuando los trinitarios liberaban a los cautivos les imponían un pequeño escapulario con la cruz trinitaria. De este modo era más fácil diferenciar los liberados de los que aún no lo habían sido. Al mismo tiempo era todo un símbolo de los que quedaban "marcados" o "comprados" por Dios Trinidad para ser definitivamente libres en él. La mayoría de los cautivos liberados no se volvían a quitar ese escapulario en toda su vida, para así recordar mejor a Dios que había ido a buscarles en las mazmorras del horror y a los frailes trinitarios que sirvieron de manos de Dios, esos mismos frailes que llevaban también siempre sobre su pecho la cruz tricolor y con ello pregonaban a todos que Dios amaba a todos hasta el extremo.

### El hábito
El hábito actual de la Orden es el de la tradición de la descalcez. El número 9 de las constituciones lo define como un signo de la consagración y estipula cuales son sus componentes: 

El hábito, signo de nuestra consagración y de nuestra fraternidad, consta, según la tradición recibida en la Orden, de túnica blanca con correa negra, escapulario blanco que lleva encima una cruz de color rojo y azul, y capucha igualmente blanca (Const. 9).

## Espiritualidad
La Orden Trinitaria no se ha distinguido por una escuela propia de espiritualidad, por lo que no ha participado activamente de las famosas quaestiones disputatae sobre la gracia, los sacramentos o la contemplación. Se puede decir que en ese sentido los autores trinitarios han sido más bien libres a la hora de expresar sus tendencias, prevaleciendo obviamente la docilidad al magisterio eclesiástico, lo que ha significado un freno a posiciones doctrinales contestatarias o heréticas al interno de la Orden. Cabe destacar algunas posiciones como la de Roberto Gaguin, Ministro general de la Orden entre 1473 y 1501, que se encuentra entre los defensores de la doctrina de la Inmaculada Concepción.
Entendiendo la espiritualidad no como una escuela formada teóricamente, sino como la manera peculiar que tienen los hermanos trinitarios de encarnar, vivir y desarrollar su bautismo, según las prescripciones de la Iglesia católica, dando origen a una representación inédita de Cristo en la historia, se puede decir que la espiritualidad de la Orden Trinitaria, hunde sus raíces en la experiencia de fraternidad vivida por los primeros religiosos en Cerfroid:  es una experiencia de fraternidad, en cuanto a que todos en la casa de la Trinidad deben ser considerados hermanos, ninguno debe ser más que otro; trinitario redentora, en cuanto a que la Trinidad que se abaja para mirar al hombre esclavizado por el pecado es la imagen perfecta para imitar en la redención de los hombres esclavizados en este mundo; en consecuencia a la anterior el trinitario se siente enviado por su Dios a redimir a los cautivos y a liberar a los oprimidos según los valores del Evangelio; finalmente es una espiritualidad no violenta, en cuanto a que no iban con las armas a rescatar a los cautivos, sino de persona a pagar por ellos, o intercambiar por cautivos musulmanes e incluso por ellos mismos.

## La Familia Trinitaria
El proyecto trinitario redentor que san Juan de Mata puso en marcha en la Iglesia y en la sociedad sería seguido por otros institutos religiosos, congregaciones, fraternidades, cofradías, etc. los cuales paso a paso al trascurrir el tiempo serían afiliados a la Orden de la Santísima Trinidad, sin perder sus características propias heredadas de sus fundadores o iniciadores. Los términos antiguos para designar a estos miembros eran Orden Primera, Orden Segunda y Orden Tercera, que respectivamente se referían a la rama de los religiosos fundados por san Juan de Mata, la rama de las monjas contemplativas inspiradas en su proyecto y la rama de afiliados: sacerdotes, religiosos y laicos de las más variopintas procedencias que compartían con los trinitarios su carisma y espiritualidad. Luego del Concilio Vaticano II, las antiguas formas fueron incluidas en un término general: Familia Trinitaria.
Son miembros de la Familia Trinitaria: los religiosos trinitarios, las monjas trinitarias contemplativas, las religiosas trinitarias de Valence (Francia), las hermanas trinitarias de Roma, las religiosas trinitarias de Valencia (España), las hermanas trinitarias de Madrid (Urquijo), las religiosas trinitarias de Mallorca, las oblatas de la Santísima Trinidad (Roma), las Siervas de la Trinidad de Montalve (Florencia), las Ermitañas de la Santísima Trinidad (Ecuador), las religiosas trinitarias de Evry (Francias), la comunidad trinitaria misionera de Mallorca y el laicado trinitario.

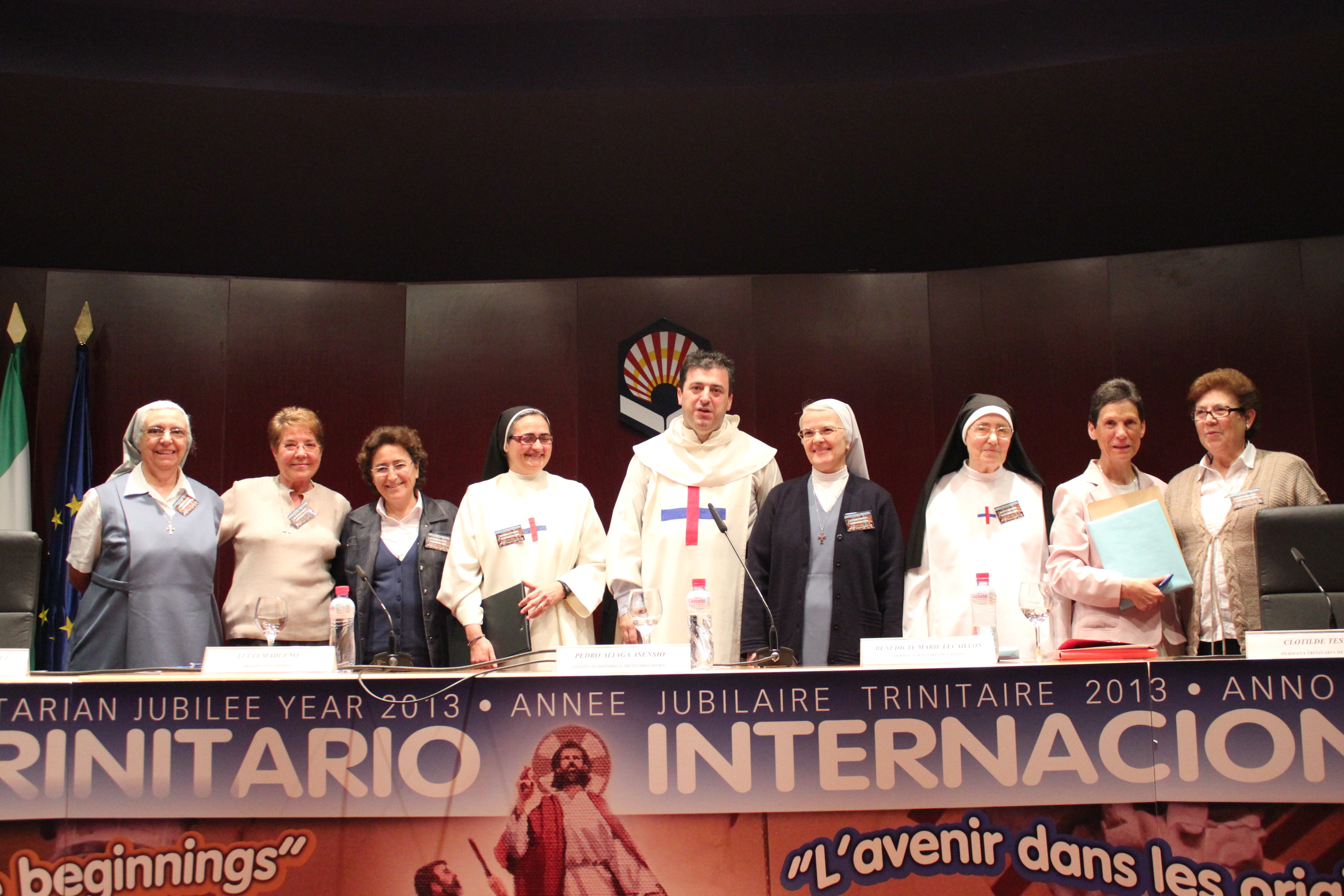
Madres generales y vicario general de la Orden. Congreso Trinitario de Córdoba 2013

### Trinitarias contemplativas
Desde comienzos del siglo XII se encuentran en las casas de los trinitarios las llamadas "sorores" dedicadas al culto de la Santísima Trinidad y al cuidado de los enfermos del hospital anejo al convento. El primer convento solo para contemplativas es en Avingaña (Lérida), fundado en 1236. A finales del siglo XVI, se fundaron los primeros conventos de monjas trinitarias contemplativas calzadas. Los pioneros en La Mancha, fueron los conventos de San Clemente (Cuenca), en 1588; y el de La Roda (Albacete). En 1609, San Juan Bautista de la Concepción, Reformador de la Orden, redacta la Regla para las futuras monjas trinitarias descalzas. De este proyecto surgen en 1612 las trinitarias descalzas.
Algunos años más tarde, 1680, Sor Ángela María de la Concepción renueva el empeño de vivir la Regla Primitiva, y desde el amor y cercanía a la Descalcez se adentra, no sin dificultades, en el espíritu original de San Juan de Mata. Es la fundadora, en El Toboso (Toledo), de la Recolección trinitaria femenina, naciendo así la tercera rama de trinitarias contemplativas.
Secundando las directrices de la Iglesia, emanadas de documentos como el Perfectae Caritatis y Ecclesiae Sanctae, en 1966, un veinte de agosto, desaparecieron los viejos apellidos de las trinitarias contemplativas para renacer con un solo nombre y con una identidad más clara y nítida, una comunión reforzada en el modelo y origen -la Trinidad-, y puesta al servicio de la redención a través de una vida íntegramente contemplativa. El origen de esta identidad no hubo duda en encontrarlo en San Juan de Mata y en su Regla, pero también se pudo percibir, y se acogió como regalo y don de la Trinidad, la influencia del espíritu renovador de San Juan Bautista de la Concepción y de la Venerable Sor Ángela María de la Concepción.
Con su vida de oración, alabanza, silencio y sacrificio, unidas diariamente al sacrificio redentor de Cristo, no solo son alabanza de gloria para la Santísima Trinidad, sino también instrumentos de redención, pues están presentes y actuales en los lugares donde trinitarios y trinitarias trabajan y libran por la redención de los hombres. Las trinitarias contemplativas, corazón de la Familia Trinitaria, son en la obra de la redención los brazos en alto que arrancan de la Santísima Trinidad la eficacia de la acción redentora para toda la Familia Trinitaria. Son también un signo luminoso y un reclamo permanente a vivir la dimensión contemplativa, para experimentar el amor de la Trinidad y para oír mejor su voz en el grito de los pobres y de los esclavos de nuestra sociedad.
Actualmente, las Trinitarias Contemplativas están presentes en tres continentes con un total de veintitrés casas: quince en Europa: todas ellas en España, siete en América: de los cuales tres en Perú y uno en Chile, Ecuador, Guatemala, Honduras y Colombia, respectivamente; y uno en África: Madagascar.

### Trinitarias de Valence
Las Religiosas Trinitarias, conocidas como Trinitarias de Valence, nacen en 1660 en Francia. Tienen su origen en un grupo de terciarias trinitarias de san Nizier en Forez (Lyon), que tomaron como Regla de Vida la regla de las monjas trinitarias reformadas de España, aprobada por Urbano VIII en 1634. León XIII aprobó sus propias constituciones en 1891.
La espiritualidad trinitaria une a esta congregación con la Orden Trinitaria mediante vínculos mantenidos a lo largo de tres siglos. Muchas procesiones de esclavos liberados por los trinitarios hicieron un alto en los hospitales de las religiosas. Desde su origen la congregación ha sido hospitalaria y enseñante, con atención especial a los pobres, y, en lo que va de siglo, también misionera. Están presentes en Francia, Bélgica, España, Inglaterra, Canadá, Irlanda, Italia, Suiza, Gabón, Camerún, Madagascar, China, Corea del Sur, Filipinas, Colombia y Perú

### Trinitarias de Roma
El Instituto de las Hermanas Trinitarias de Roma tiene su origen en 1762. La fundadora, Teresa Cucchiari, nace en Roma donde frecuenta la iglesia de San Carlino de los trinitarios españoles y forma parte de los laicos de la Orden tercera. Funda la congregación con la finalidad de dar gloria a la Santísima Trinidad y vivir el carisma redentor en la escuela acogiendo a los niños y jóvenes más desfavorecidos; en los institutos educativos. Las religiosas están presentes en Italia, Estados Unidos, Madagascar y Filipinas.

### Trinitarias de Valencia
El Instituto Santísima Trinidad, conocido como Trinitarias de Valencia, fue fundado por Rosa Cuñat, Salvadora Cuñat, Tomasa Balbastro, Ana María Gimeno, y Rosa Campos, en 1885. Su carisma es dar gloria a la Trinidad, redimiendo a niños y jóvenes pobres a través de la educación. Desde un principio ejercen sus misión liberadora entre los sectores más necesitados: recogen en sus casas a los niños huérfanos, a los que no tienen escuela y a las niñeras que pasan el día en las calles con peligro de perderse; dan catequesis a niños, jóvenes y adultos; acogen a personas mayores que viven solas, etc. Las hermanas trinitarias están presentes en España, Austria, Madagascar, Argentina, Bolivia, Colombia, Puerto Rico.

### Trinitarias de Madrid
Las Hermanas Trinitarias, conocidas como Trinitarias de Madrid, nacidas para ayudar a las jóvenes que se abren camino en la vida y encuentran dificultades para su realización personal, fueron fundadas por los Venerables Francisco de Asís Méndez Casariego y Mariana Allsop en 1885. Su misión apostólica, enraizada en la experiencia de Dios Trinidad como fuente de la caridad redentora, comprende la búsqueda, acogida y evangelización de aquellas jóvenes necesitadas de ayuda para preservarse de cualquier peligro y de aquellas que habiendo caído en él, quieren liberarse. Están presentes en España, Italia, México, Guatemala, Argentina, Uruguay e India. A este instituto se han unido en 2013 las hermanas trinitarias del beaterio de Sevilla, fundado por Isabel de la Santísima Trinidad en 1719.

### Trinitarias de Mallorca
Las Religiosas Terciarias Trinitarias, conocidas como Trinitarias de Mallorca nacen en 1810 en Felanich (Mallorca), fundadas por el trinitario mallorquín Miguel Ferrer Bauzá, quien redactó la primera Regla de vida del instituto, inspirada en la regla de san Juan de Mata. Ejercen su misión liberadora en: la educación integral de niños y adolescentes a través de escuelas de iniciativa social, la educación en la fe a todos los niveles mediante las catequesis parroquiales, la acogida a la infancia marginada en hogares infantiles y distintas obras sociales, la ayuda a las mujeres participando en organizaciones de países del tercer Mundo. Están presentes en España, Perú y Bolivia.

### Institutos menores
Existen además otros cuatro institutos adscritos a la familia trinitaria, pero que se limitan a una sola casa, con pocas religiosas. Entre ellos encontramos a las Siervas de la Santísima Trinidad, fundadas por Eleonora Ramírez de Montalvo en Florencia (Italia) en 1647 para la educación de las niñas huérfanas y pobres; las Ermitañas de la Santísima Trinidad, fundadas por Amalia de la Santísima Trinidad en Guayaquil (Ecuador) para la contemplación de la Santísima Trinidad según el ejemplo de san Félix de Valois; las Trinitarias de Evry que se separaron de las Trinitarias de Valance para el culto divino de la Catedral de Evry en París; y la comunidad misionera trinitaria de Mallorca que se separaron de las trinitarias de Mallorca.
A los anteriores se suma el Instituto secular de las Oblatas de la Santísma Trinidad, fundadas en 1960 por el trinitario italiano Luigi Cianfriglia, junto con un grupo de terciarias trinitarias. Estas mujeres no son propiamente religiosas, viven y trabajan según el estilo propio de los institutos seculares. Se comprometen de modo especial en la santificación de los sacerdotes y consagrados, procuran que las familias cristianas se renueven a imagen de la Trinidad, promueven la inhabitación de la Trinidad en las almas y participan en las obras de liberación y solidaridad en favor de los cristianos que sufren a causa de su fe. Actualmente solo están presentes en Roma.

### Laicado trinitario
Desde sus orígenes, el laicado trinitario está ligado a la vida y al carisma de la Orden Trinitaria. Tradicionalmente formaban cofradías que vivían de su espiritualidad y ayudaban en las obras caritativas, principalmente en la redención de cautivos, con sus recursos y participación personal. 
La vida e identidad del laicado están reguladas en el Proyecto de Vida del Laicado Trinitario. Los diversos grupos, nacidos en torno a las comunidades trinitarias, se organizan por zonas, regiones y naciones. Están representados en el Consejo Internacional del Laicado Trinitario, compuesto por ocho miembros, delegados de España, Italia, Francia, Estados Unidos, Canadá, América Central, América del Sur y Madagascar.

## Trinitarios  ilustres
La Orden trinitaria de Juan de Mata ha dado abundantes frutos de santidad para la Iglesia católica y numerosos hombres y mujeres reconocidos por sus aportes al crecimiento de la Iglesia y de la sociedad, en los distintos momentos de su octogenaria historia.

### Santos
- Juan de Mata (ca. 1150-1213), fundador de la Orden y primer redentor de cautivos.
- Félix de Valois (?-1212), íntimo colaborador de San Juan de Mata, uno de los ermitaños que constituyeron la primera comunidad trinitaria de Cerfroid, cofundador de la Orden Trinitaria.
- Juan Bautista de la Concepción (1561-1613), nacido en Almódovar del Campo (Ciudad Real), místico y escritor, reformador de la Orden Trinitaria, maestro de vida espiritual, testimonio de vida de oración, penitencia y apostolado. Sus restos descansan en el convento de los Padres Trinitarios de Córdoba.
- Laura de San Pedro (1420-1453), mártir en Constantinopla junto a 53 religiosas trinitarias más y un número indeterminado de religiosos trinitarios.
- Simón de Rojas (1552-1624), nacido en Valladolid, una vida dedicada a la enseñanza y al gobierno de sus hermanos. Consejero de grandes personajes de la Corte Española, gran apóstol de la devoción a la Virgen María, fundador de la Congregación del Ave María para el servicio de pobres y enfermos; institución que aún existe en la Plaza del Doctor Cortezo de Madrid.
- Miguel de los Santos (1591-1625), nacido en Vich (Barcelona), figura señera de la mística española, maestro de literatura espiritual, patrono de la juventud trinitaria y de la diócesis de Vich, considerado por la devoción

### Beatos
- Marcos Criado (1522-1549), nacido en Andújar (Jaén), predicador de la fe cristiana por tierras andaluzas, mártir del Evangelio.
- Ana María Taigi (1769-1837), esposa y madre de familia, terciaria trinitaria, mujer de gran vida mística, ejerció admirables obras de caridad con los pobres e indigentes, patrona de la Acción Católica Femenina Italiana.
- Isabel Canori Mora (1775-1825), esposa y madre de familia, terciaria trinitaria, mártir del amor fiel en la vida de matrimonio, exponente cumbre de la vida mística.
- Domingo Iturrate (1901-1927), nacido en Dima (Vizcaya), testigo joven del amor de Dios en el cumplimiento perfecto de los actos sencillos de la vida ordinaria de comunidad, modelo de vida religiosa.
- Mariano de San José y compañeros mártires, mártires españoles del siglo XX. Pertenecen a esta lista los beatos José de Jesús y María, Prudencio de la Cruz, Segundo de Santa Teresa, Juan de Jesús y María, Luis de San Miguel de los Santos, Melchor del Espíritu Santo, Santiago de Jesús y Juan de la Virgen del Castellar.
- Francisca de la Encarnación (1873-1937), religiosa contemplativa de Martos, Jaén, mártir española del siglo XX.
- Álvaro Santos Cejudo (1880-1936), bienhechor de la Orden, padre de dos monjas trinitarias, martirizado durante la Guerra Civil de España en el siglo XX.
- Hermenegildo de la Asunción y compañeros mártires de Alcázar de San Juan. Forman parte de esta lista los beatos Buenaventura de Santa Catalina, Francisco de San Lorenzo, Antonio de Jesús y María, Plácido de Jesús y Esteban de San José.

### Venerables
- Tomás de la Virgen (1587-1647), nacido en Villanueva de los Infantes (Ciudad Real), consejero de papas, obispos y gobernantes, modelo de esperanza desde el misterio del dolor, hizo de su larga enfermedad lugar de anuncio de Cristo crucificado. Sus restos descansan en la Iglesia de los trinitarios de Valdepeñas (Ciudad Real).
- Francisco de Asís Méndez Casariego (1850-1924), sacerdote diocesano de Madrid, fundador de la congregación de Hermanas Trinitarias de Madrid, vida entregada a la liberación de la juventud necesitada.
- Ángela María Autsch (1900-1944), religiosa trinitaria de Valencia, testigo de la caridad heroica en los campos de concentración de Ravensbrück y Auschwitz, donde murió.
- Eleonora Ramírez de Montalvo, fundadora de las Siervas Mínimas de la Santísima Trinidad.
- Giuseppe Di Donna (1901-1952), misionero obispo, dedicado con celo a la evangelización de Madagascar, miembro del primer grupo de misioneros trinitarios llegados a la isla malgache en 1926.
- Félix de la Virgen (1902-1951), modelo de religiosa humildad, formador de religiosos, predicador popular.
- Mariana Allsopp González-Manrique (1854-1933), cofundadora de las Hermanas Trinitarias de Madrid.

### Siervos de Dios
- Cornelio O'Connor (?-1645), trinitario calzado irlandés, mártir de la persecución religiosa anglicana.
- Eugenio Daly (?-1645), trinitario calzado irlandés, mártir de la persecución religiosa anglicana.
- Pedro Garrido (1611-1667), terciario trinitario portugués, murió mártir en Argel.
- Bernardo de Monroy (1559-1622), trinitario calzado español, redentor general, murió mártir como cautivo en las mazmorras de Argel.
- Juan de Palacios (1560-1616) trinitario calzado español, redentor general, murió mártir como cautivo en las mazmorras de Argel.
- Juan del Águila (trinitario) (1552-1613), trinitario calzado español, redentor general, murió mártir como cautivo en las mazmorras de Argel.
- Juan de San José (1586-1616), religioso trinitario descalzo, uno de los primeros discípulos de Juan Bautista de la Concepción.
- Ángela María de la Concepción (1649-1690), reformadora de las trinitarias de clausura, fundadora del Monasterio de Trinitarias Descalzas de El Toboso, escritora mística.
- María Teresa Cucchiari (1734-1801), terciaria trinitaria, fundadora de las religiosas trinitarias de Roma, una vida entregada a la educación de las niñas pobres.
- Marie-Magdeleine-Euphrasie Hugon (1828-1900), religiosa trinitaria de Valence de la comunidad de Lyon.

### Otros trinitarios ilustres
Presentamos un listado de religiosos trinitarios ilustres a lo largo de la historia, que se complementa con el listado anterior de santos, beatos y venerables.
- Jean Halboud de Troyes (?-1439), trinitario francés, Ministro General, decano de Teología de la Universidad de París, astrónomo.
- Antonio Cerdá y Lloscos (1390-1459), trinitario español, teólogo consultor de Pío II, arzobispo de Mesina, cardenal, inquisidor supremo, embajador papal.
- Simón de Camargo (1415-1477), trinitario español, redentor general, ministro provincial de Castilla, capellán de Juan II de Castilla, Enrique IV de Castilla y los Reyes Católicos.
- Roberto Gaguin (1433-1501), trinitario francés, humanista, Ministro General.
- Diego de Gayangos (Ca. 1460-1522), trinitario español, ministro provincial de Castilla, ministro de Burgos y Salamanca, redentor general, electo obispo de Jaén.
- Juan de la Vega (Ca. 1520-1579), trinitario español, destacó como predicador, confesor y teólogo. Fue nombrado predicador de Felipe II.
- Pedro de la Puente (?-1545), trinitario español, obispo auxiliar de Valencia, Conde del Palatino, inquisidor de Mallorca.
- Juan Gil (1535-1587), trinitario español, redentor general, entre otros redimió a Miguel de Cervantes.
- Roque del Espíritu Santo (1525?-1590), trinitario portugués, redentor general, ministro provincial de Portugal.
- Ignacio Tavares (?-1592), trinitario portugués, redentor general que acabó su vida cautivo en Marrakech tras realizar cuatro redenciones en la misma ciudad.
- Antonio de la Concepción (1549-1589), trinitario portugués, redentor de cautivos, murió entre los cautivos auxiliándolos en las mazmorras.
- Pablo Aznar (1550-1624), trinitario calzado español, Maestro de novicios, murió con fama de santidad.
- Antonio de los Ángeles (1555-1614), trinitario calzado portugués, Ministro Provincial de Portugal, poeta, renunció a ser obispo de Cabo Verde y de Ceuta.
- Paulino de la Presentación (?-Ca.1622), trinitario calzado portugués, ministro de varias Casas y ministro provincial, redentor general, participó en ocho redenciones de su provincia.
- Martín Agudo de la Rosa (?-1641), trinitario calzado español, Ministro de Talavera, redentor general que realizó seis redenciones, muriendo cuando preparaba la séptima.
- Rafael Díaz Cabrera (1565-1630), trinitario calzado español, ministro provincial de Castilla, obispo de Mondoñedo.
- Baltasar Paes (1570-1638), trinitario calzado portugués, orador insigne, Ministro Provincial de Portugal.
- Hortensio Félix Paravicino (1580-1633), trinitario calzado español, orador insigne y poeta.
- Lucien de Hérault (?-1645), trinitario calzado reformado francés, redentor de cautivos y mártir en Argel.
- Damián López de Haro (1581-1648), trinitario calzado, obispo de San Juan (Puerto Rico).
- Isabel de la Santísima Trinidad (1693-1774), fundadora del Beaterio de la Santísima Trinidad de Sevilla para la atención de las niñas huérfanas, Trinitarias de Sevilla.
- Ricardo Goldeo (?-1652), trinitario descalzo irlandés, embajador de Felipe IV para el casamiento de la infanta Doña María, preconizado arzobispo de Limerick.
- Juan de Andrade (1588-1655), trinitario calzado portugués, Ministro Provincial de Portugal, redentor, examinador de las Órdenes Militares, Obispo de Ceuta y Tánger.
- Luis de Córdoba y Ronquillo (1590-1640), trinitario calzado español, Ministro Provincial de Andalucía, Obispo de Cartagena de Indias (Colombia).
- Leandro del Santísimo Sacramento (1592-1663), trinitario descalzo español, Ministro Provincial de la Provincia del Espíritu Santo y ministro general de la Orden (1656-1663).
- Diego Vallejo (1590-1642), trinitario calzado español, era hijo de Fernando Vallejo, secretario de Felipe II, fue redentor general y murió envenenado tras una redención de cautivos en Tetuán.
- Jerónimo de San José (1599-1662), trinitario descalzo español, primogénito del Vizconde de Zoliña, resobrino de San Francisco Javier, defensor de los pobres de Pamplona.
- Francisco Tello de León (1594-1662), trinitario calzado español, nacido en Granada, obispo de L'Aquila (Italia).
- Juan de Almoguera (1605-1676), trinitario calzado español, redentor general, obispo de Arequipa (Perú), arzobispo de Lima (Perú), defensor de los derechos de los indígenas.
- Marcela de San Félix (1606-1687), trinitaria contemplativa descalza española, poetisa, hija de Lope de Vega.
- Juan de Jesús María (1620-1672), trinitario descalzo español, redentor y mártir.
- Martín Ibáñez de Villanueva (1620-1695), trinitario calzado español, orador insigne, obispo de Gaeta, arzobispo de Reggio Calabria.
- Alonso Bernardo de los Ríos y Guzmán (1626-1692), trinitario calzado español, obispo de Santiago de Cuba, obispo de Ciudad Rodrigo y arzobispo de Granada.
- Luis da Silva Teles (1626-1703), trinitario calzado portugués, obispo de Ticiópolis (armenia), asociado al oficio de Capellán Real del rey Pedro II de Portugal, obispo de Lamego, obispo de Guarda (Portugal) y arzobispo de Évora.
- Manuel Guerra y Ribera (1638-1692), trinitario calzado español, orador insigne, teólogo y catedrático de filosofía en la Universidad de Salamanca.
- Diego Morcillo Rubio de Auñón (1640-1730), trinitario calzado español, Predicador Real de Carlos II, teólogo consulto, obispo de Nicaragua,  obispo de La Paz (Bolivia), arzobispo de La Plata (Bolivia), arzobispo de Lima, Virrey del Perú.
- José Delgarte (1644-1724), trinitario calzado portugués, predicador general de la Provincia de Castilla, obispo de Maranhão y Pará.
- Bartolomé Serrano (1630-1691), trinitario calzado español, redentor general.
- Juan de Bonilla Vargas (1648-1711), trinitario calzado español, ministro provincial de Castilla, predicador real, vicario general de la Orden, obispo de Almería y obispo de Córdoba (España).
- Miguel de Santa María (?-1717), trinitario descalzo español, redentor general para todo el este europeo.
- Juan Muñoz de la Cueva (1660-1728), trinitario calzado español, predicador real de Carlos II, ministro provincial de Castilla, redentor general, obispo de Orense
- Pedro de Fajardo (1664-1729), trinitario calzado español, obispo de Buenos Aires.
- José Manuel Miñana (1671-1730), trinitario calzado español, pintor y escritor.
- Antonio de San Juan Bautista Wielhorski (1673-1729), trinitario descalzo polaco, primer ministro Provincial de Polonia.
- Miguel de San José (1682-1757), trinitario descalzo español, Ministro General, obispo de Guadix.
- Antonio de la Chica Benavides (?-1765), trinitario calzado español, autor del primer periódico de Andalucía Gazetilla Curiosa, publicado en Granada.
- Lorenzo Reinés (1709-1786), trinitario calzado español, procurador general para España, cronista general de la Orden, historiador.
- Alonso Cano Nieto (1711-1780), trinitario calzado español, redentor general, ministro provincial de Castilla, administrador general de la Redención, obispo de Segorbe, familiar directo de Melchor Cano.
- Juan de la Natividad (1750-1808), trinitario descalzo español, ministro provincial, redentor general y ministro general de la Orden. Murió mártir de la invasión francesa en España.
- Miguel Ferrer Bauzá (1770-1857), trinitario calzado español, fundador de las Religiosas Terciarias Trinitarias, escritor, periodista y defensor de los derechos humanos.
- Antonio Martín Bienes (1792-1894), trinitario calzado español, último Ministro General de los trinitarios calzados.
- Antonio de la Madre de Dios (1809-1867), trinitario descalzo italiano, restaurador de la Orden en Italia.
- Xavier Pellerin (1858-1934), trinitario descalzo francés, Ministro General, escritor.
- Antonino de la Asunción (1867-1943), trinitario descalzo español, Ministro General, Consultor de las congregaciones romanas de Ritos, de los Santos y de Religiosos, historiador, escritor.

## Galería

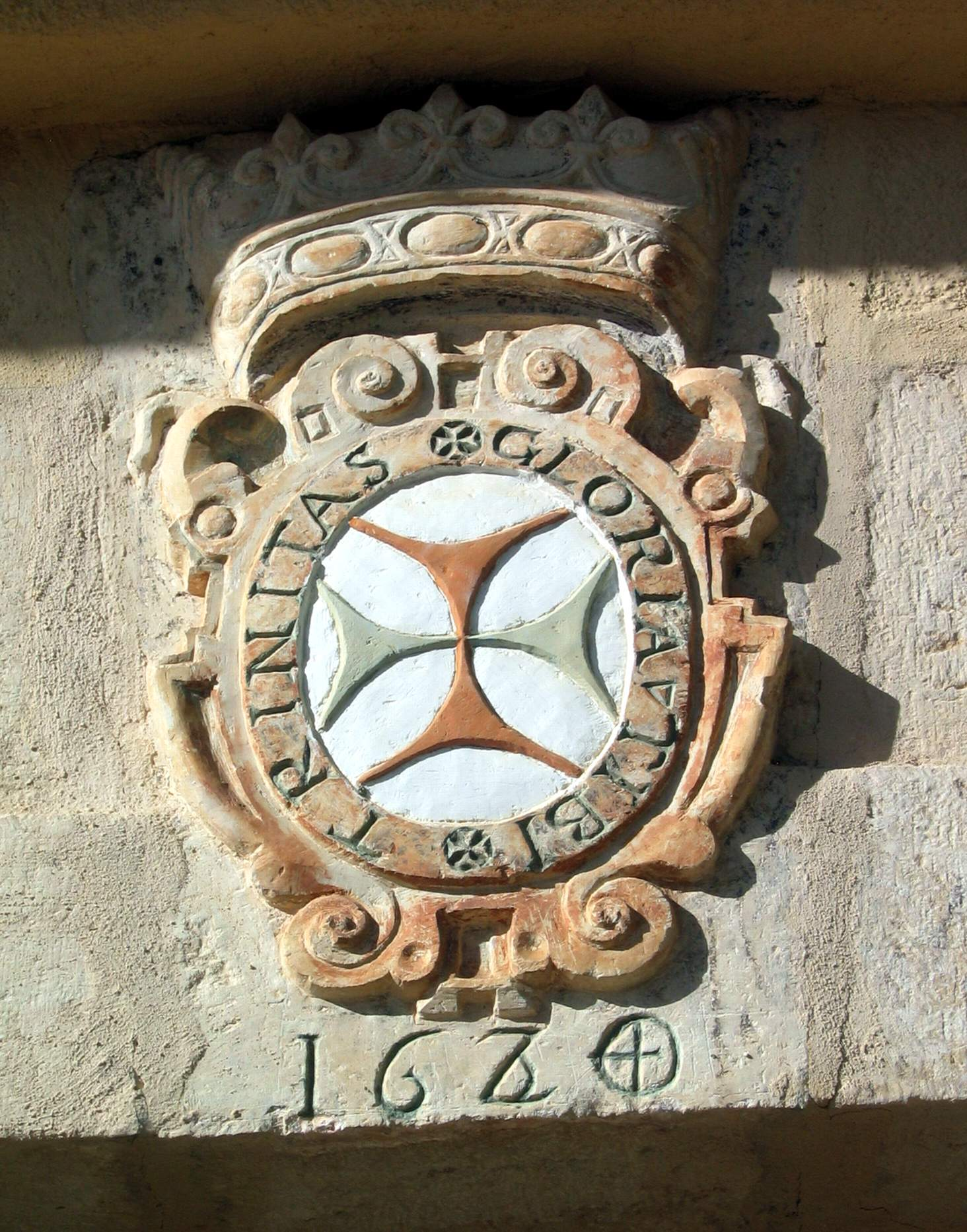
Detalle de escudo con la cruz trinitaria en el frontis de la fachada meridional del Monasterio de Tejeda, Garaballa (Cuenca, España), en cuya iglesia se venera la Virgen de Tejeda. Siglo XVII.